# 중국의 미술

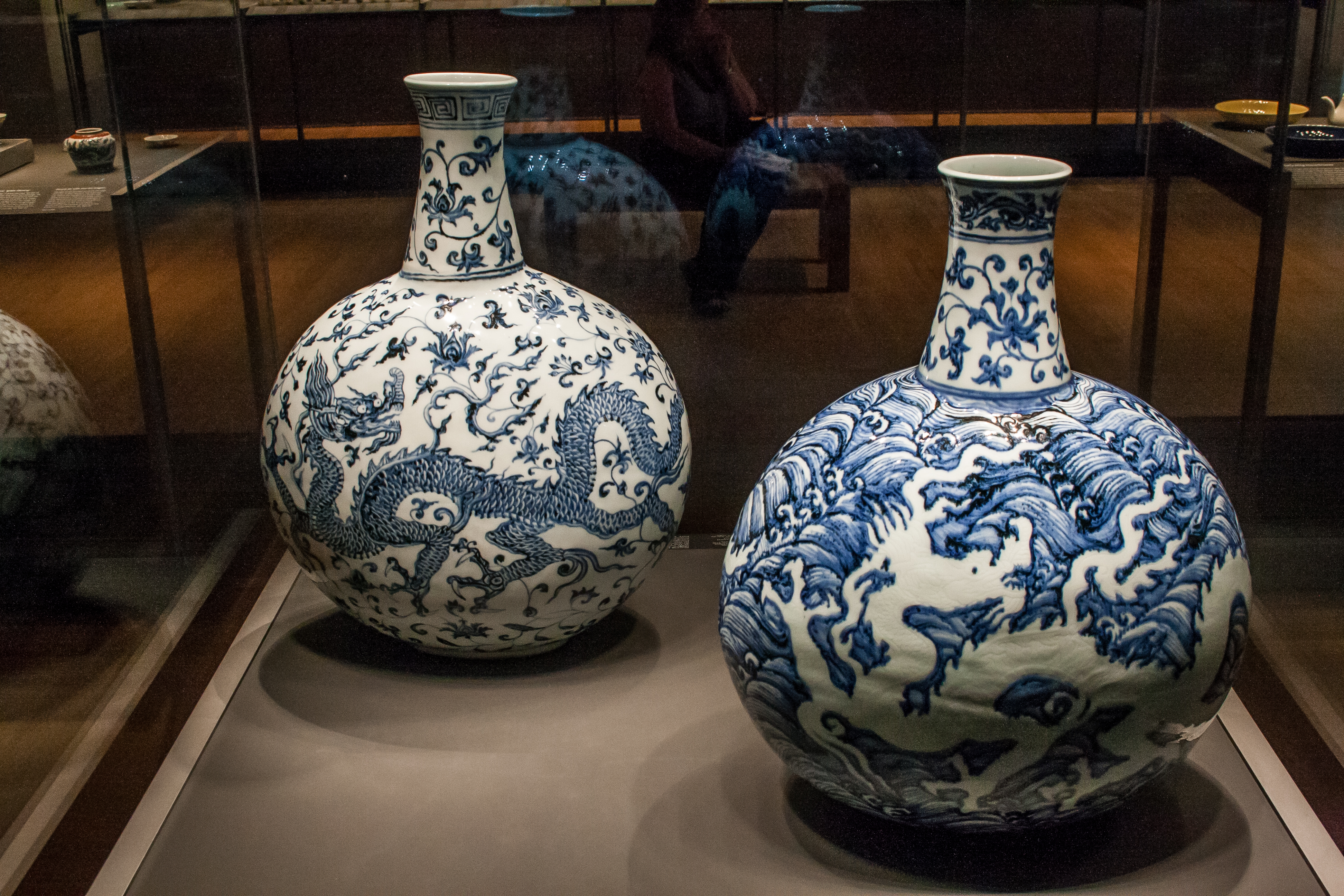
용이 그려진 도자기병. 푸른 유약으로 밑그림을 그린 뒤 구워냈다. 1403–1424년 사이의 작품이며, 높이는 좌측의 경우 47.8cm, 우측의 경우 44.6cm이다.

옥을 조각해 만든 향로. 1736–1795년 사이의 작품이며, 높이는 19.8 cm이다.

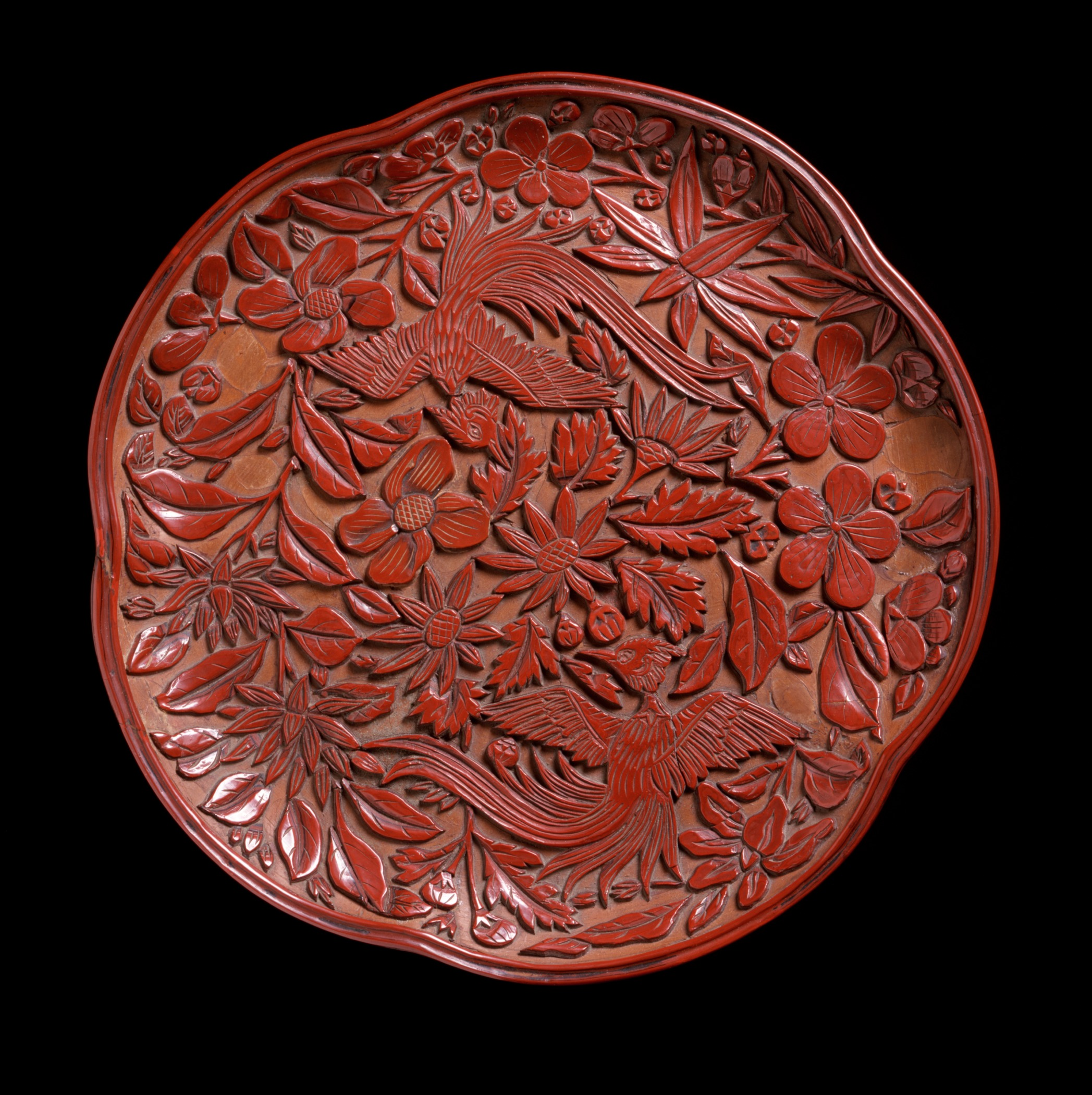
새와 오얏꽃이 양각된 조칠 접시. 1200–1279년 사이의 작품이며, 높이는 2.2 cm, 반지름은 18.8 cm이다. 로스앤젤레스 카운티 미술관 소장.

중국 미술은 중국 또는 중국인에서 기원하였거나 중국에서 또는 중국인에 의해서 실행된 시각 예술이다. 중화민국(타이완)이나 화교가 중국 문화에 기반해 실행한 미술도 중국 미술로 분류될 수 있다. 중국의 예술은 석기 시대에서부터 시작하는데, 그 연대가 기원전 1만년까지 추정된다. 이 당시의 예술은 대부분 단순한 도자기나 조각의 형태를 가진다. 이후에는 왕조에 따라 시간이 지나며 그 미술적 양태가 달라지는 모습을 볼 수 있다.
중국은 그 문화가 말소되지 않고 굉장히 오랜시간동안 지속되어 보존되어온 것이 그 특징이다. 또한 서양 문화권에서는 르네상스시기부터 장식 예술로 분류되어 온 것들이 중국에서는 굉장히 중요하게 여겨져 왔으며, 도자기같은 경우 여러명의 장인이 모여서 대량으로 생산 및 보급하기도 하였다. 이렇게 도자기, 직물, 조칠 등의 공예품들은 황궁에 놓여서 그 황실의 위엄을 보여주는 용도로 사용되기도 했다. 그런 반면 수묵화는 주로 사대부에 의해 그려졌다. 풍경, 꽃, 새 등의 사물이 주로 묘사되었다. 이들은 사물을 있는 그대로 묘사하기도 했지만 그들이 받은 인상에 기반하여 묘사하는 경우가 대부분이었다. 이런 동양 고유의 미학은 이후 서양에 수입되어 인상주의라는 사조를 낳기도 했다.

## 회화

당 초기부터 현대까지의 중국 산수화 연대표

중국 회화는 중국이 타국의 영향을 비교적 적게 입었다는 것과, 외래문화에 대해 항시 주체성을 잃지 않고 동화(同化)하였기 때문에 그 고유한 특징을 유지하였다. 중국 회화의 성질은 보수적, 지속적이어서 관심의 정도는 횡적(橫的) 전개에 있는 것이 아니고, 종적(縱的) 계열에 있어, 가령 원나라 시대에는 남송을 뛰어넘어 북송으로, 명나라 후기에는 명 전기를 부정하고 원나라 말기로, 이렇게 이전의 시대로 거슬러 올라가 반복적인 전개를 되풀이하여 왔다.
또 원나라 말기로써 규범으로 삼아야 할 전형은 그 성립을 끝마쳤고 그 후는 그 전형을 계승, 저술하는 것이 화가의 본도(本道)라고 하는 인식도 명나라 중기의 문인에 의해 제창되고, 보편화되어 소위 '방(倣)：본뜨다'라 하는 개념이 확립되었다. 전형의 확립과 방고(倣古)의 제작 태도는 당연히 제재의 제한마저도 생기게 하였다. 송나라 시대까지는 도교화·불교화·인물·화조·축수 등 수없이 그려지던 것이 명나라 시대, 특히 중기 이후에는 산수화(山水畵)를 주류로 하게 되었다.
재료의 특질로서는 붓과 묵의 사용을 들 수 있다. 전자는 묘선(描線)에 따라 형상을 파악하는 것을 중시하고 서(書)의 필법으로써 그리는 방법이며, 후자는 농담을 나타내는 먹에 의해 색채를 대신함으로써 검정 일색으로 자연·동식물을 표현하는 기법이며, 한걸음 나아가서는 작화의 목적은 사생(寫生)이 아니고, 마음을 토로하고, 인격을 투영(投影)하게 하는 것이며 그러기 위해서는 그림이 실물과 닮고 있다는 것은 오히려 부차적인 것이라고 생각하게 되었다.
또한 중국화에는 '미(美)'라는 가치판단은 존재하지 않는다. 중국화의 평술(評述)에서 '아름답다'는 말을 쓰는 일은 일찍이 없었다. 평가의 첫째는 '기운(氣韻)'의 유무이며, 기술의 교졸(巧拙)에는 '진(眞)' '묘(妙)' '능(能)'이라는 어휘가 사용된다. '기운'이라는 말은 처음에는 그려진 생명의 맥동(脈動)을 지칭한 것이었으나 후에는 이것이 산수화에도 전용(轉用)되어 그림의 품격과 정취, 내면적인 충실성 등을 가리키는 방향으로 변화되었다.

### 한

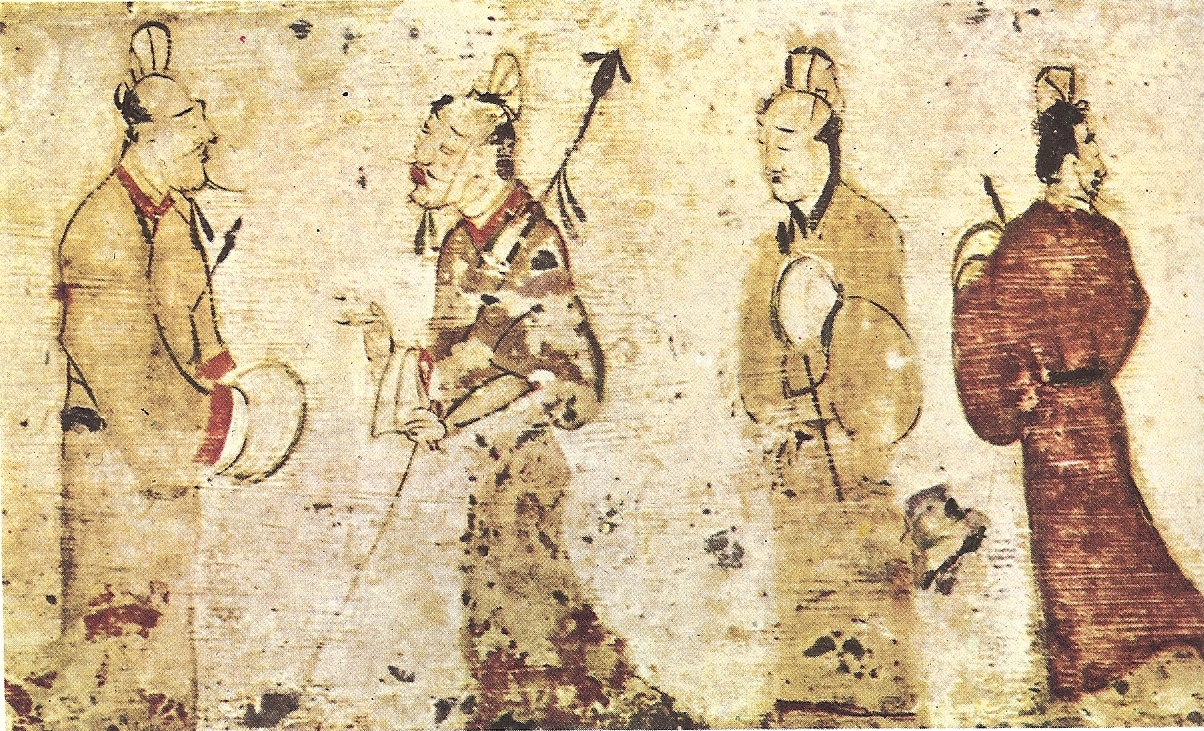
후한 시대의 그림.

중국에서는 석기 시대에 칠무늬토기의 문양으로부터 발달된 귀얄(刷毛)의 존재가 짐작되고 채색 회화의 부류는 멀리 은나라 후기에 제작되었던 증거가 있다.
한나라 시대에서는 예교주의(禮敎主義) 국책에 의해 충신, 효자, 열녀 등의 권계화(勸戒畵), 신령(神靈)과 초자연적 세계의 산수화 등이 궁전이나 분묘의 벽화로 그려지고, 돌이나 기와에 새겨졌다. 치졸한 표현을 벗어나지 못한 것도 있으나 개중에는 생명감이 넘쳐 흐르는 유려한 필선도 볼 수 있으며, 선묘(線描)를 축으로 하는 중국회화의 기본적인 형식이 이미 완성되어 있었음을 알 수가 있다. 화상석(畵像石)으로서는 산둥의 무씨사당(武氏祠堂) 외에 이난·난양·쓰촨의 것이 유명하다.

### 육조

고개지 원작 《여사잠도》 사본. 대영박물관 소장.

6조 시대의 회화의 특색은 후한 말에 등장하게 된 문인화가(文人畵家)에 이어서 다수의 명수(名手)를 낳은 점, 그리고 송병(宋炳)·왕미(王微)의 화론(畵論)에서 볼 수 있는 그러한 노장사상으로 논증된 뛰어난 예술비평이 행해지기 시작한 점, 제재(題材)로서는 종래의 권계화나 설화화(說話畵) 외에 새로이 불교 회화가 개척되었던 점 등이다. 오늘날 회화의 역사에 이름으로만 남아 있는 화가 가운데에서 고개지가 가장 유명하고, 대영박물관 소장의 《여사잠도권(女史箴圖卷)》의 원본은 그의 제작이라 전해지는데, 산수화로서도, 인물화로서도 구도·필법 모두 고대의 동화적(童畵的) 표현으로부터 월등히 진보되어 있는 것임을 보여주고 있다.

### 당
문학이나 도기를 통해 상상될 수 있는 유려하고 풍만한 당나라 시대의 회화는 오늘날에 와서는 전혀라고 하여도 과언이 아닐 만큼 소실되어 진상을 짐작할 방법조차 없다. 당 초기 토목 건축에서 거복(車服)의 제작에까지 종사하였던 궁정화가 염입덕(閻立德)과 염입본(閻立本) 형제, 서역(西域) 전래의 특이한 음영법(陰影法)으로 평판이 높았던 울지을승, 또한 당나라 전성기 쾌검(快劍) 진을 가른다고 할 정도로 엄청나게 빠른 필선(筆線)으로서 장안·뤄양 두 도읍의 사찰의 벽화를 독점하였고, 후세 인물화의 상징적인 존재로 그 이름이 자주 되새겨졌던 오도자(吳道子), 농채(濃彩)와 치밀한 장식적 화풍으로, 후세의 금벽산수화(金碧山水畵)의 전통을 텄고, 명의 동기창에 의해 북송화(北宋畵)의 시조로 추앙된 이사훈과 이소도 부자 등 그 어느 작가의 작품도 복원할 수 있는 실마리조차 충분한 것이 없다.

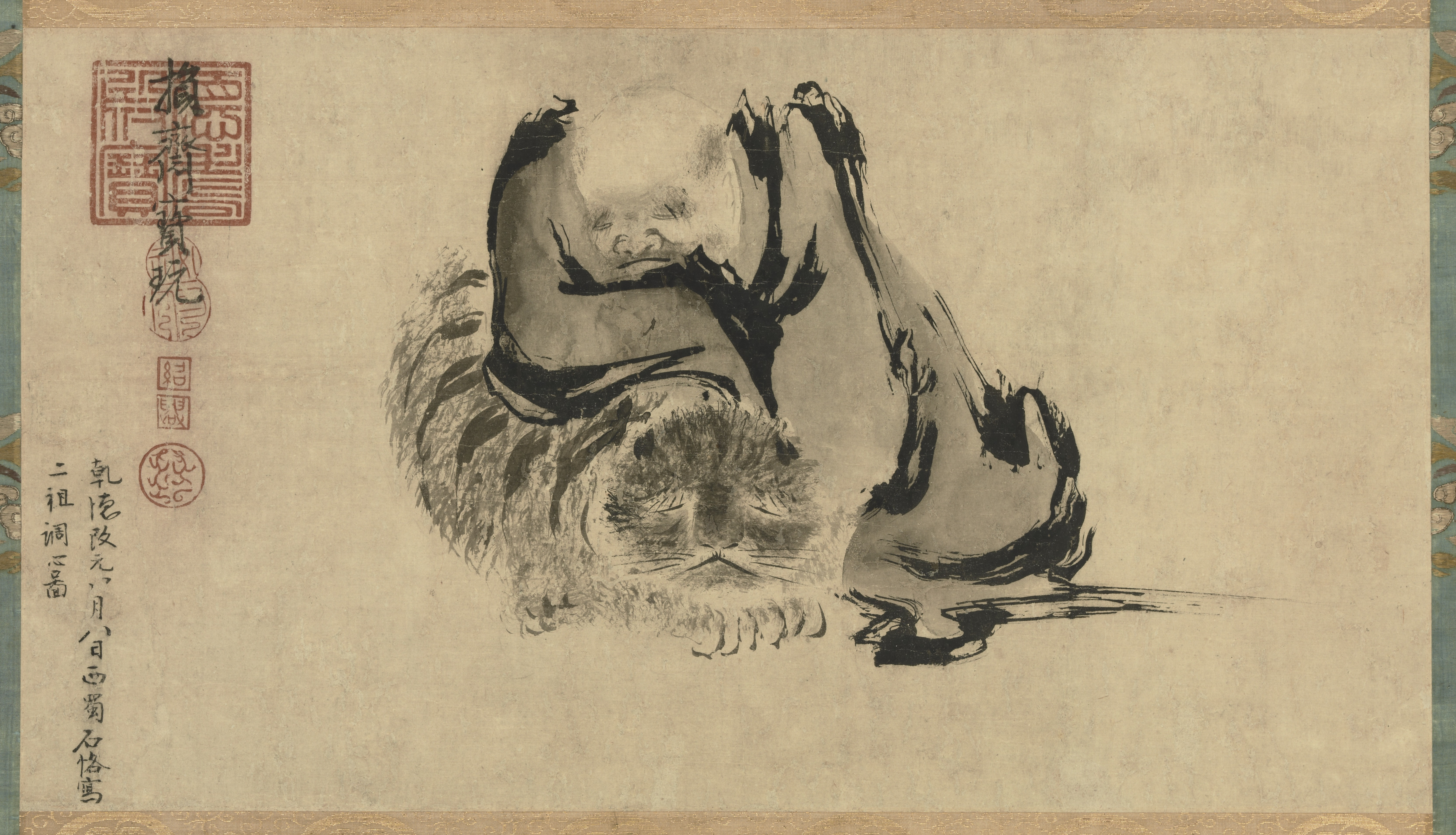
석각의 《二祖調心圖》

당나라 회화의 중요한 의의는 수묵화의 성립이다. 이 동양 독자적인 양식과 기법은 당나라 중기에서 당나라 말기에 걸쳐, 왕묵(王墨), 왕묵(王默), 왕흡(王洽), 고황(顧況), 장지화(張志和) 등의 강남 지방의 화인(畵人)에 의해, 술을 마시고 만취가 되어 머리카락이나 손과 발로 먹을 튕기면서 음악에 맞춰 화포(畵布) 위에 사람을 태우고 이리저리 끌고 다녀, 그런 연후에 생긴 형체를 정리하여 완성시킨다는 식의, 구경거리 같은 광태(狂態)를 통해 시작되었다. 가슴속에 맺힌 심정이나 의지를 토로하고 표출한다는 수묵화 표현의 본질이 거친 형태로서 포착되었던 것이다. 통상적인 화풍에 대해 일격체라고 불리는 이 화풍은 오대의 석각(石恪)을 거쳐 북송 수묵화의 황금시대를 맞게 된다.

### 송

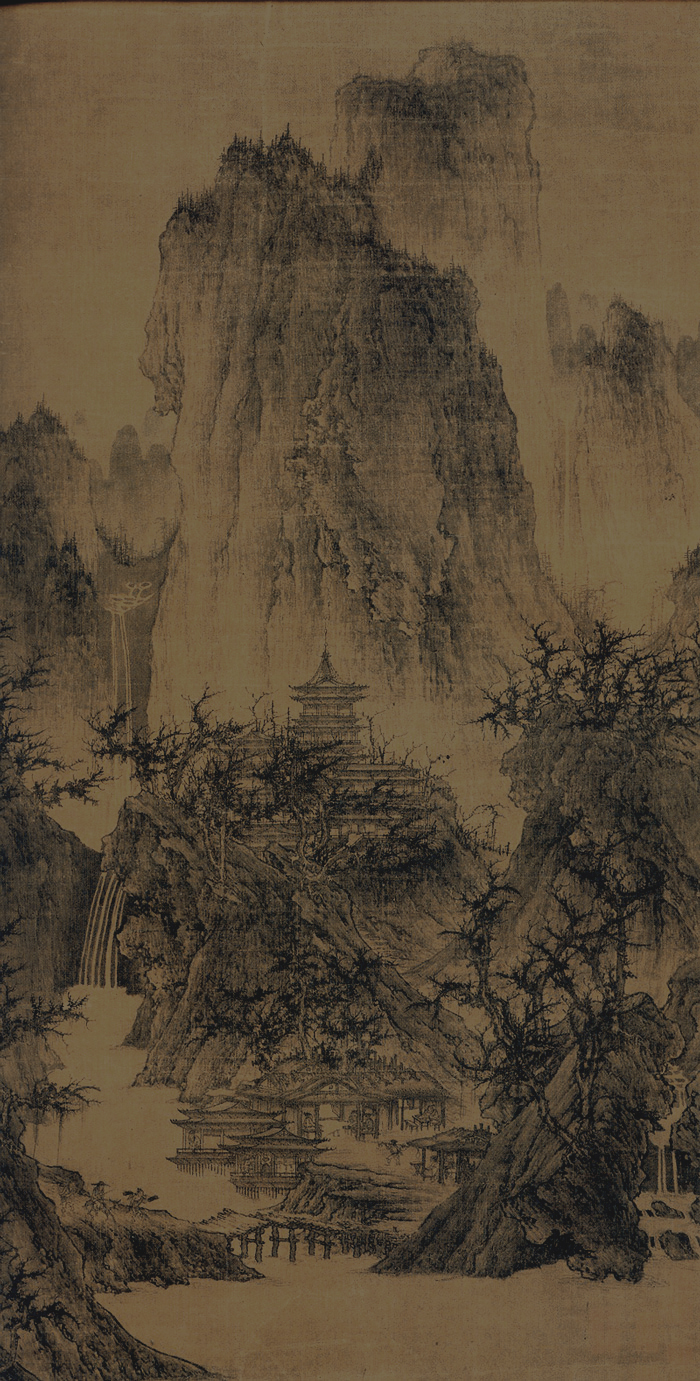
이성의 《정만소사도(睛巒蕭寺圖)》

송나라의 태조·태종은 서촉(西蜀)이나 남당(南唐)을 병합하자 그 화인을 궁정의 화원에 소집하여 대조(待詔)·저후(著候)·예학(藝學)·화학정(畵學正)·학생·공봉(供奉) 등의 역직(役職)을 부여하고 보호 육성을 꾀했다. 그러나 이 시기의 산수화에는 연문귀(燕文貴) 외에는 화원보다는 오히려 재야(在野)의 화인(畵人)에서 후세 산수화의 2대 조류의 원조라고 간주되었던 대가(大家)가 출현하였다. 북송 말기 휘종은 철저한 관찰에 의한 세밀한 사생과, 시정(詩情)의 표출을 목표로 화원의 개혁을 기도하여, 남쪽으로 천도한 후의 고종에 이르러서 그 성과는 공전의 성황을 이룬 결실을 맺었다.
이후 말기의 선불교 승려들에 의한 취미로 하는 수묵화 이외에 화원을 빼고서는 주목할 만한 화인은 없으나 자유로운 분위기로부터 다양한 화풍이 성행되어 개성적인 작가가 속출하였다.

### 원
원나라 시대의 화가는 화원계(畵院系), 문인계(文人系), 거기에 산수화의 이곽파(李郭派) 등 셋으로 대별된다. 원나라 시대에는 화원(畵院) 제도는 없었고, 남송 멸망과 더불어 화공(畵工)은 후원자를 상실하여, 대부분 저장 지방의 한 양식을 형성하는 것으로서 정착하였다. 그러나 중국내에서의 평판은 그리 좋은 편은 못 되었다. 화원계 화인에 비하여 문인화가의 활약은 눈부신 바 있어 동원·미불·미우인(米友仁) 등과, 또 한편으로는 이곽파 화가들도 이성, 곽희 등을 스승으로 받들고, 북송으로의 복귀 운동을 전개하였다. 그러나 북송의 여러 선학(先學)들의 예술의 본질은 상실되어 자연을 관찰하는 의욕도 희박해지고 기법상으로도 조잡하여, 산수화로서는 구도에 있어 통일성이 결여되고 화면의 원근의 표현도 성공을 보지 못하였다.
조맹부에서 비롯된 복고운동은 원말 황공망, 왕몽, 오진, 예찬의 4대가에 이르러 남종(南宗) 산수화풍의 전형이 완성케 되었다. 명 말의 동기창은 4대가 이후에 규범이 될 수 있는 강렬한 개성적인 작가는 없다고 주장하고, 그 결과 '방 아무개'라고 낙관(落款)한 산수화가 부차적인 모사가 아닌 독립된 작품으로서 성행하게 되었다.

### 명

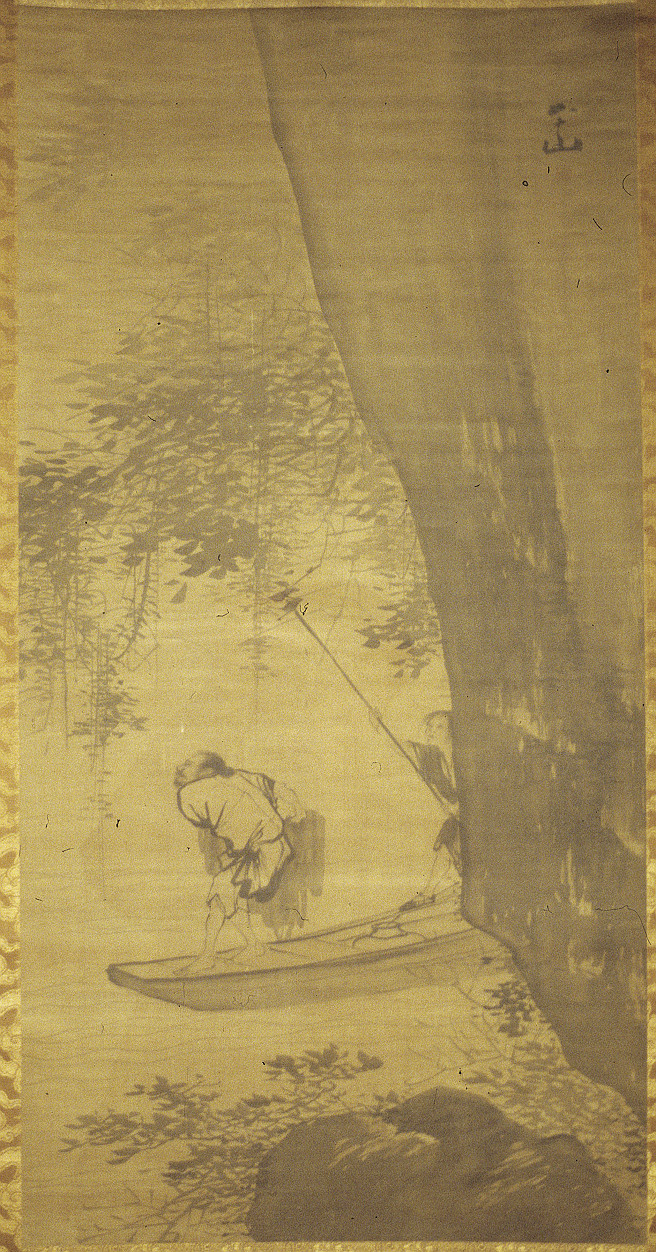
장로의 《어부도》.

명나라 시대의 회화는 시기적으로나 유파적으로나 대체로 3분하여 생각할 수 있다. 제1기는 명나라 초기에서 영락제까지로, 원나라 말기 4대가 중 예찬과 왕몽은 홍무 시대까지 생존해 있었고, 전자를 형식상 답습한 왕불(王紱), 후자를 스승으로 하여 모방한 서분(徐賁) 등이 활약했고 또한 조원(趙原) 등도 있었다.
제2기는 선덕제에서 홍치제까지로, 화원의 질과 양이 공히 충실해졌고, 남송원체(南宋院體)의 화조도를 부활시킨 변문진(邊文進) 일족이나 대진을 필두로 한 이재(李在)·석예(石銳)의 산수, 임량(林良)·여기(呂紀)의 화조(花鳥) 등, 절파(浙派)라고 불리는 화인(畵人)이 종횡으로 분방(奔放)한 필묵을 구사하였다. 이 시기의 마지막에 가서, 어느 유파에도 따르지 않은 일군의 개성적인 화가, 즉 주신(周臣)·당인·구영·장령(張靈) 등이 있어, 원파(남송원체화를 계승하였다는 의미)라고 불린 적이 있다.

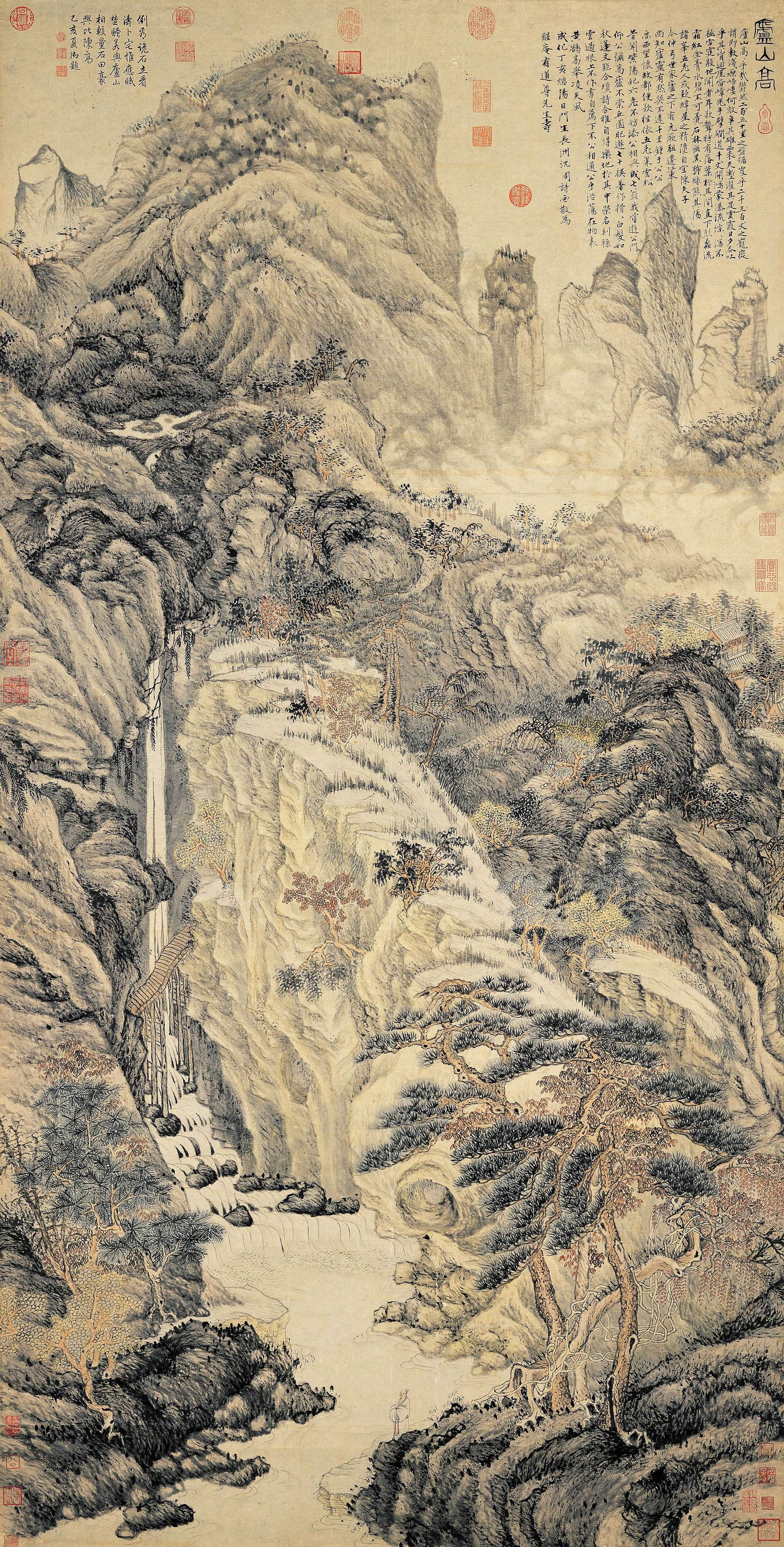
심주의 《여산고(廬山高)》.

제3기는 정덕제·가정제에서 명말(明末)까지로, 성화제 때부터 활약하였던 심주(沈周) 문하의 문징명을 맹주(盟主)로 오파(吳派)의 문인 화가가 이 시기의 초기에 환영을 받았던 주단(朱端)·오위(吳偉)·장로 등 절파의 화가에 대체하여 화단의 주도권을 장악하고, 만력제·숭정제 때의 동기창의 이론적인 지지를 얻어, 유파로서는 세분화되면서도 이후 청나라 말기까지 중국화의 주류를 형성한다.
오파 문인화 외에 만력에서 명나라 말기에 걸쳐서는 다양한 개성적인 작가가 출현하였다. 이사달(李士達), 오빈(吳彬), 정운붕(丁雲鵬), 항성모(項聖謀) 등이 이에 속하는데 진홍수(陳洪綬), 최자충(崔子忠) 등은 멀리 6조, 당에까지도 거슬러 올라간 의고적(擬古的) 작품을 남기고 있다. 절파(浙派)는 사시신(謝時臣)을 거쳐 남영(藍瑛) 일족에 이르러 그 막을 내렸다고 하는데, 남영은 오히려 남북의 화풍을 절충한 성격이 강하다.

### 청
청나라 초기에는, 망국의 한을 필묵에 싣거나 혹은 회화를 현실도피의 수단으로 제작에 임한 개성적 작가들이 출현하였다. 명의 왕실 출신인 팔대산인(八大山人), 석도 외 매청(梅淸), 홍인(弘仁), 공현, 정수(程邃), 법약진(法若眞), 예원로, 나목(羅牧) 등이 이에 속한다. 그러나 화단(畵壇)을 주로 장악하고 있던 것은 오파의 정통을 계승한 사왕오운의 6대가와 그 주변의 화인 세력이었다.
한편 순치제·강희제·건륭제의 역대 천자도 송대의 천자에 못지않게 예술을 애호하여, 내정(內廷)에서 봉직하는 화인의 충실을 기하고, 황제의 기호에 맞는 우미하고 단정하며, 몰개성적인 청조원체화를 생산케 하였다. 장종창(張宗蒼), 전유성(錢維城), 동방달(董邦達), 동고(董誥), 정관붕(丁觀鵬), 이탈리아인인 낭세령(朗世寧), 이세탁(李世倬) 등이 이에 속한다. 건륭제는 공전 절후하리만큼 중국미술의 수집을 행하였으나 화원의 작품은 고화(古畵)와 더불어 이 컬렉션의 중요한 일환을 형성하고 있다. 이 화원도 가경제의 시대를 최후로 하여 쇠퇴일로를 걸었다.

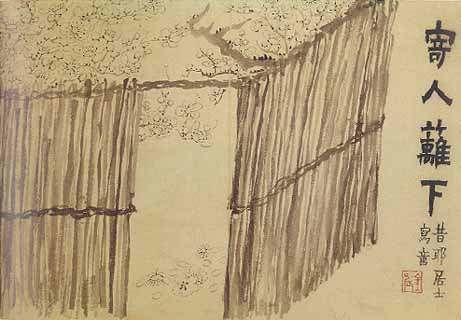
금농의 《기인리하도(寄人籬下圖)》

건륭시대에는 이 이외에 상두 양저우를 중심으로 하여 인기가 있던 8괴(八怪)라 불리는 그룹이 있다. 모두 중년을 지나서 화업(畵業)을 시작하여 화조(花鳥)·산수(山水)도 그렸으나, 묵죽(墨竹)·묵란(墨蘭)·묵매(墨梅) 등 여기적(餘技的) 제재를 취급하였고 또한 기이함을 자랑하는 난폭한 작품도 있음을 볼 수 있다. 근대 중국화 양식의 원형은 전통을 계승한 화원계(畵院系) 및 4왕계(四王系)도 아니고, 자유럽고 정형을 무시한 8괴계(八怪系)의 회화이며, 그 영향은 도광(道光)·광서(光緖) 연간(年間)의 조지겸(趙之謙), 민국(民國)의 오창석(吳昌碩)을 거쳐 현대의 중국화에까지도 미치고 있다.

## 서예

### 은-주

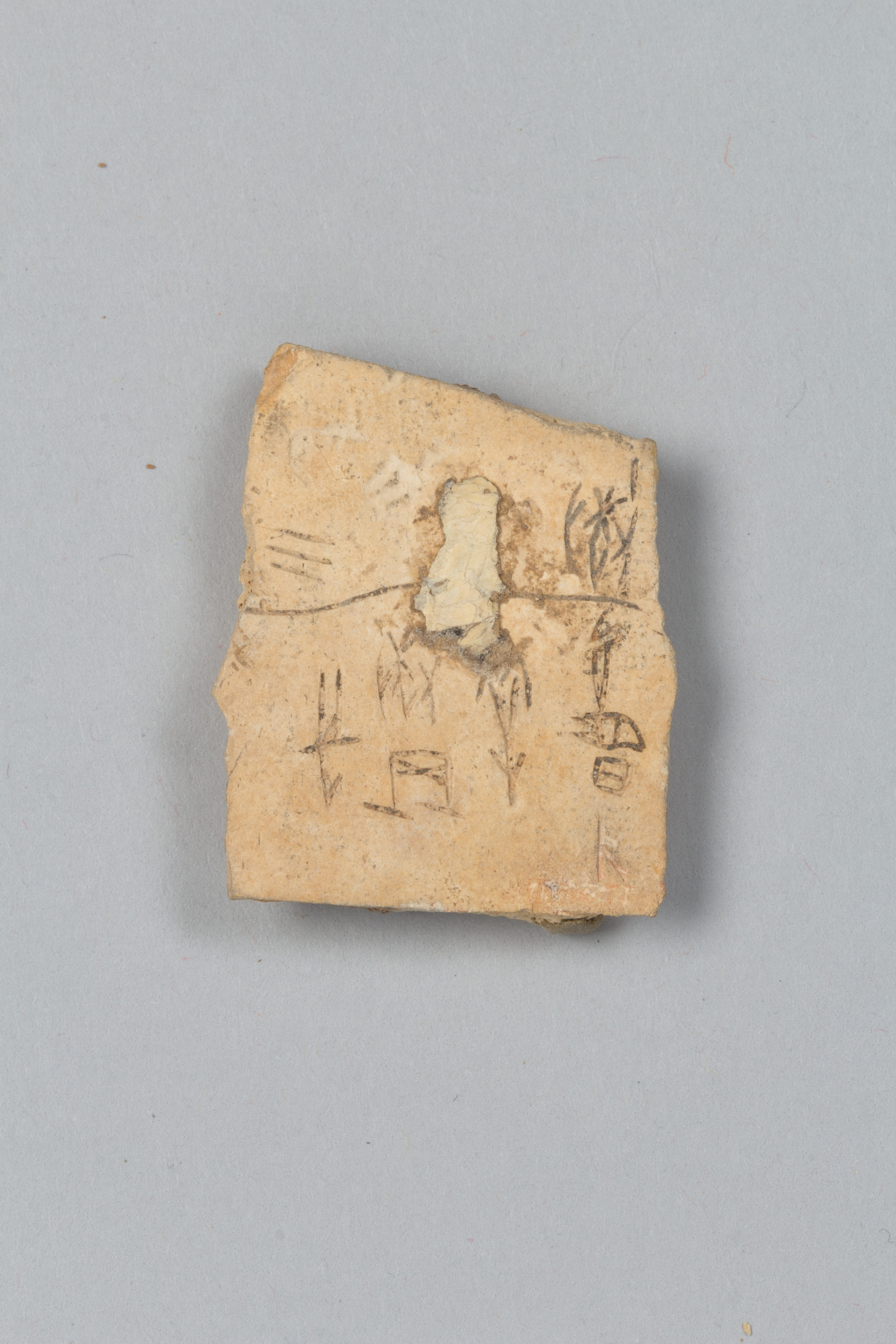
갑골문 파편. 상 시대.

중국 최고의 문자는 기원전 1400년경이라 생각되는 은나라의 갑골문이다. 이것은 19세기 말, 허난성 안양현 근교에 있는 샤오툰, 소위 은허에서 우연히 발견되었다. 은 왕조는 신에 대한 신앙심이 두터웠으며, 점괘로 얻은 신의 뜻에 따라 정치를 행하였다. 이 갑골문 은나라 사람이 점에 사용한 거북의 껍질이나 짐승의 뼈에 신에게 묻는 것이나 그 결과를 새긴 기록이다.
현존하는 기원전 1400∼기원전 1100년 간의 갑골문은 자형의 변천과 서체에 의해 다섯 시기로 구분되어 있다. 또한 동일한 은허에서 묵서(墨書)가 있는 도편(陶片)이 발굴되어 이미 뛰어난 붓이 존재하였음을 나타내고 있다. 이 밖에 은 왕조에서는 신성한 조묘(祖廟)의 제기(祭器)인 청동기의 명문(銘文：金文이라고도 부른다)이 있으며, 문자인지 그림인지를 분간하기 힘든 간단한 도상문자(圖象文字)가 많다.
주나라 시대에 들어서는 갑골 사용은 쇠퇴하고, 동기(銅器)의 제작이 성행되었다. 이러한 금문(金文)은 점차로 기록적 목적을 확대하여 문장의 길이가 길어졌다. 처음에는 아직 얼마쯤 상형문자의 모습을 유지하나 마침내 필화(筆畵)는 복잡해지고 곡선형이 많아져, 좌우대칭의 형태를 띠게 되었다. 그리하여 주나라 중기 이후에는 상당한 장식성조차도 가중되게 된다. 이 시기(기원전 1100∼기원전 250년경)의 서체를 일반적으로 고문(古文)이라 부른다.

### 진

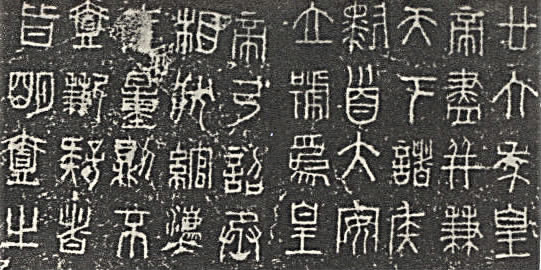
소전

춘추 시대에서 전국 시대에 걸쳐서, 금문의 서체는 지방 간의 차이가 현저해지나, 마침내 열국 간의 교통이 빈번해짐에 따라, 자체(字體)나 서풍(書風)의 상호 전파가 시작된다. 그리하여 자획(字畵)의 합리적 정리가 행해졌다. 그런데 서쪽의 진나라에서는 동쪽의 여러 나라와 상당히 상이한 서체로 발전하여, 《설문(說文)》에서 말하는 대전(大篆)이라는 서체가 되었다.
마침내 개략해서 기원전 250년, 진나라 천하를 통일할 때쯤 되어서는 대전을 모태로 하여 소전(小篆：일반적으로 전서라 한다)이라는 새로운 서체가 탄생하였다. 진 시황제가 재상인 이사의 건의에 따라 문자의 통일을 단행하였기 때문이다. 이 소전은 새로운 제정(帝政)의 권위를 나타내려는 듯이 힘찬 곡선으로 장중하게 꾸며졌다.

### 한-육조

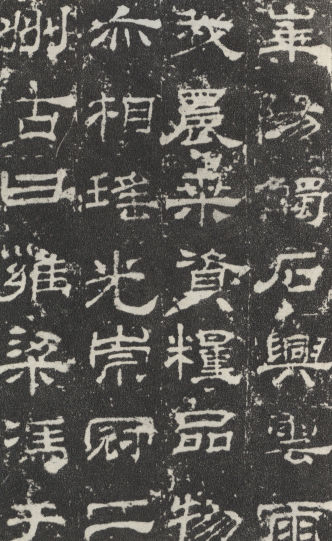
예서

진나라는 불과 15년으로 멸망하였으나 서체의 변천상은 급속한 것이어서 이미 소전의 간략체로서 직선적이며 장식성이 적은 예서(隸書)가 싹트고 있었다. 시황제가 도량형을 통일시켰을 때 그 표준으로 만들어진 권(權)이나 양(量)의 각자(刻字)에 이 서풍(書風)을 볼 수가 있다. 대량생산으로 인해서 문자가 간략화되었던 것이다.
전한에 들면 전서는 현저히 쇠퇴하고, 예서 계통이 발전하였다. 이 무렵의 간략체를 고예(古隸)라고 부른다. 그리고 기원전 100년경에는 새로운 장식으로서의 파세(波勢)를 보인 팔분체(八分體)가 출현하였으며 또 고예의 속사체(速寫體)에서 초예(草隸)가 생겨났다. 후한에서는 초예·장초(章草)가 주류가 되고, 전서와 팔분체는 주로 의례적인 경우에 사용되었다. 후한 후기의 소위 한나라 비석은 권위를 상징하는 듯 보이는 팔분체가 그 미를 과시하고 있다.
한나라가 멸망하자 권위적인 것에 대한 반항, 인간으로서의 자유를 향한 동경이 고양되어, 삼국의 글씨는 전혀 자유로운 표현이 존중받게 되었다. 가장 전례적·의례적이었던 한대의 예서는 의지적(意志的)인 힘이 강조되고 감각적인 긴장을 나타내게 된다. 그리하여 강한 파세(波勢)를 뿌리쳐서 점차 유연한 필치가 되었다. 이 무렵 장지(張芝)라든가 종요라는 개인의 이름이 출현하기 시작하고 여기에 개성이라는 것을 존중하고 글씨를 감상의 대상으로서 본다는 자각이 생겨났다.

왕희지의 행서

위나라에서 서진에 걸쳐서는 글자체의 교착이 심하게 행해졌다. 한나라 이래의 장초는 말끔히 그 파세가 정리되어 새로운 초서(草書)가 되고, 초예에서 한발 진보된 자체인 행서(行書)로 되었다. 이 두 가지가 실용적 문자로서, 동시에 감상을 위한 표현으로서 주류가 되었다. 서역 발굴에서 발굴된 목간에는 이 시대의 행서와 초서로 쓰인 것이 많이 있다. 《이백척독고(李柏尺牘稿)》는 동진(東晋) 초기의 유품으로서 행서·초서·장초의 서체를 찾아볼 수 있다.
후에 서성(書聖)이라고 추앙되던 왕희지기 동진 중기에 등장하였다. 처음에는 혼후(渾厚)하고 우미한 스타일로 썼으나, 후반에서는 소쇄(瀟灑)한 스타일에 도달했다. 그의 아들 왕헌지도 서예에 능하여 이 2왕(二王)의 출현에 의하여 행초(行草) 표현은 완성되었다고 보아도 무방하다. 동진 시대 왕희지에 관한 유물로는 당인의 쌍구전묵법(雙鉤塡墨法)에 의하여 모사한 《상란첩》과 《공시중첩(孔侍中帖)》이 있다.
그리고 남조(南朝)로서의 동진에는 팔분체의 장식을 버린 간단한 일종의 원시적 해서(楷書)가 점차 형체를 굳혀 5세기 중엽에는 완성된 형태가 되어 등장하였다. 필법(筆法)·서법(書法) 등을 엿볼 수 있는 이 해서의 성립은 종래의 서예를 일변시켰다. 이에 이르러 전기까지 남아 있던 예서 이래의 파세는 깨끗이 없어지고 행서·초서도 같은 골법(骨法)과 구성의 법칙으로 통일되게 되었다.
한편 4세기 초, 종요(鍾繇)·삭정(索靖) 등 화북의 스타일이 서방으로 유입되어, 카라샤르 지방에서 고착하였다. 그의 글씨는 예서와 해서의 중간을 취하여, 호인(胡人) 독자적인 감각을 갖는 의지적(意志的)인 스타일을 지니고 있다. 북위도 마침내 이 스타일을 계승하여 5세기 중엽에는 북위의 호강(豪强)한 해서(楷書)를 창출하였고 남쪽 한인의 유려 우미(流麗優美)한 스타일과 대립을 보이고 있다. 룽먼 석굴의 조상기(造像記)나 출토된 사경이 주된 자료가 되어 있다.

### 수-당

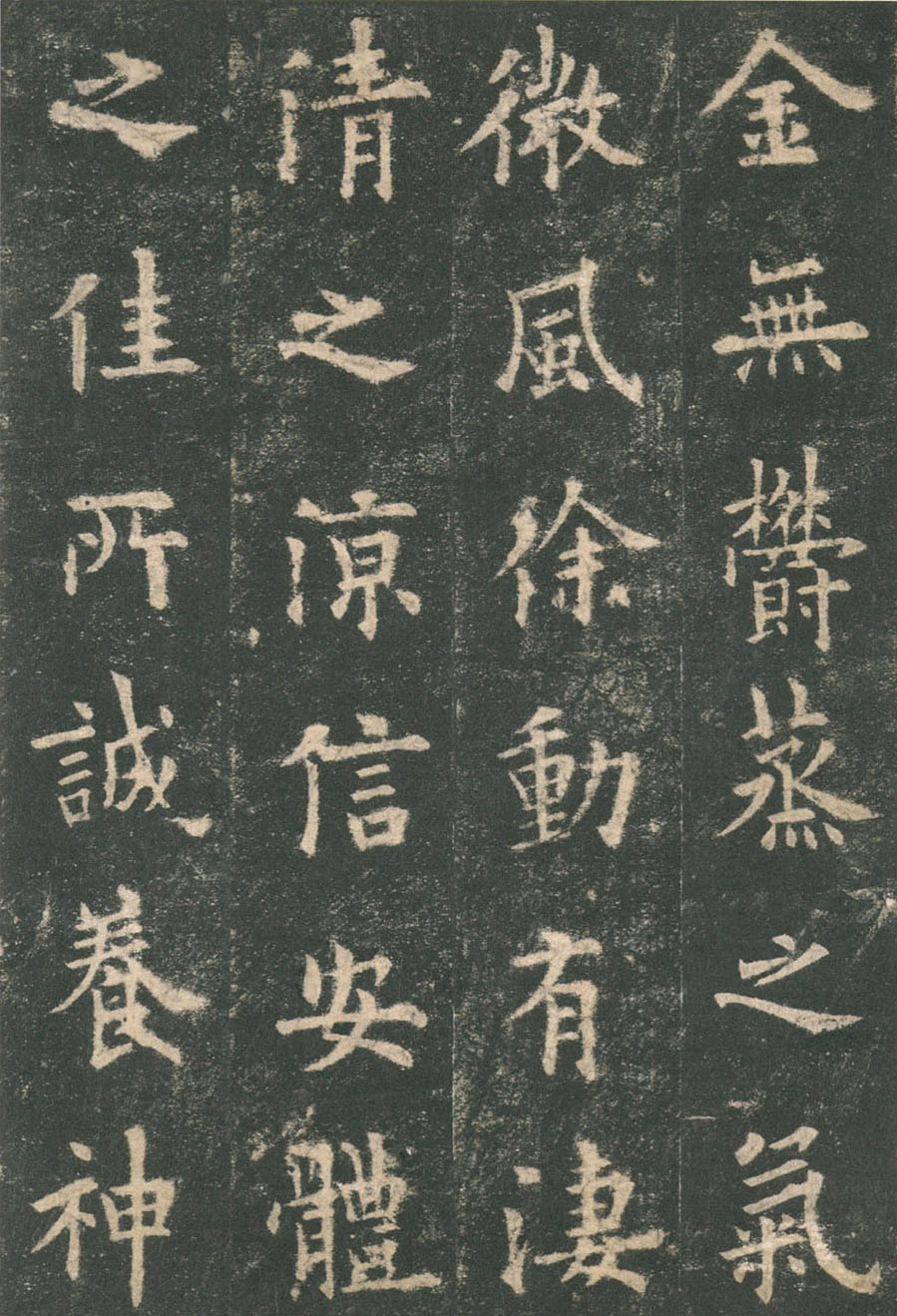
구양순의 《구성궁예천명(九成宮醴泉銘)》

6조 후반기에 있어 남북2파(南北二派)의 대립도 북인이 점차 남방 문화를 동경해서 접근하여, 수나라가 등장할 무렵에 글씨도 새로운 수나라 양식으로 정리되려 하고 있었다. 이전 시대에는 볼 수 없었던 정치(精緻)한 구성을 갖게 되고, 정제(整齊)한 가운데에도 소쇄(瀟灑)한 기상을 갖는 해서(楷書)를 묘지(墓誌)나 비석에서 볼 수 있었다. 수나라를 대표하는 서예가는 지영(智永)이다. 그의 글씨로서 저명한 진초천자문(眞草千字文)이 현존하고 있다.
당나라 초기에 이르러, 해서 양식이 응집되어 우세남·구양순 등 서예가가 배출하여 중국 서예의 전형(典型)은 여기에서 확립되었다. 우세남은 《공자묘당비(孔子廟堂碑)》, 구양순은 《구성궁예천명(九成宮醴泉銘)》 등이 대표작이다. 우세남과 구양순보다 좀 뒤에 등장한 저수량은 만년에 서체가 가느다랗고 맑으며, 감정이 내키는 대로 붓을 놀려 절묘한 풍운(風韻)을 나타내고 있다. 이 경향은 측천무후 때까지 유행하였다. 저수량의 글씨로서는 《안탑성교서(雁塔聖敎序)》가 유명하다.

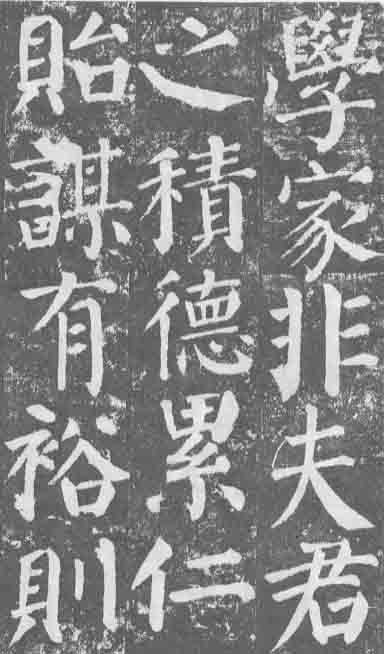
안진경의 《顏勤禮碑》

당나라 성기에 접어들어서는 우세남, 구양순, 저수량과 더불어 당의 4대가라고 일컬어지는 안진경이 등장하여 서법(書法)은 다시 새로워졌다. 이어 장욱과 회소(懷素)가 출현하여 술에 취한 격정을 초서로 표현하였다. 안진경의 글씨에 《마고선단기(麻姑仙壇記)》 《안근예기(顔勤禮記)》 등이 있다.
당나라 중기에서 말기에 접어들면, 당인이 뽐내던 해서(楷書)도 정법(定法)으로서 추상화되어 쇠퇴하였다. 당나라 말기의 작가로서는, 유공권(柳公權)·배휴(裴休) 등이 있다. 또한 5대에는 양응식(楊凝式)의 존재가 전하여지고 있으나 글씨의 진상은 잘 알 수 없다.

### 송-원

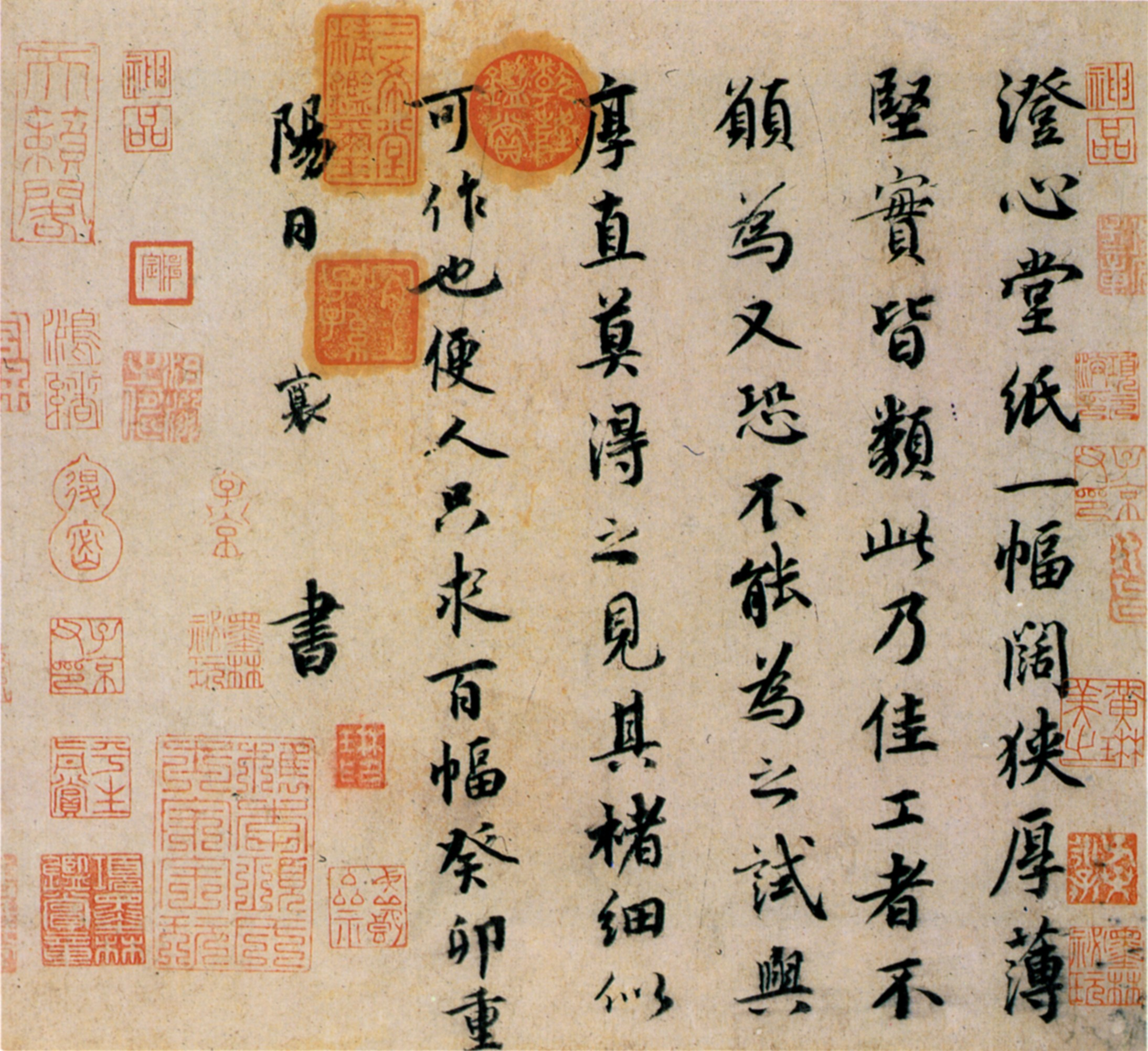
채양의 편지

북송 전기에는, 당나라 말기 이래의 황폐가 점차로 정리되어 갔다. 왕희지의 스타일이 추모되었고, 과거로부터 전해진 명필(名筆)을 집성한 법첩(法帖)이 만들어져 반성의 동기가 되었다. 992년(순화 3년), 칙명(勅命)에 의해 상각된 《순화각법첩(淳化閣法帖)》 10권은 서법(書法)의 규범을 보여주어, 점차 새로운 바람이 일어나려고 하였다.
북송 후기(1050∼1130년)에 이르러 송나라의 특색을 여지없이 발휘한, 새로운 본격적인 글씨가 탄생되었다. 채양이 선구가 되고 이어 소식·황정견·미불 등 소위 '북송 4대가(北宋四大家)'가 출현하였다. 채양은 안진경의 방법을 배워 신중하고 곧은한 글씨를 썼다. 소식은 당나라의 전형(典型)과 서법(書法)을 부정하여 강렬한 개성을 크게 표방하였다. 황정견은 침착한 필세(筆勢)로  흘려 쓴 글씨를 전개하고 있다. 미불은 가장 과거의 서법을 중시하고 격조 높은 양식을 개척하였다.
남송의 초기(12세기 초)에서는 북송 4대가의 웅장한 스타일이 유행하였다. 고종의 글씨는 황정견에서 나왔다. 당시 강북에 나라를 창건한 금나라에도, 같은 소식·황정견·미불의 스타일이 도입되어, 오거·왕정근(王庭筋) 등이 활약하였다. 이윽고 이 스타일은 무너지고, 전아(典雅)하고 정적(靜寂)한 아름다움을 찾는 경향이 보이기 시작하였다. 남송 후반기에 등장한 장즉지(張卽之) 등이 이에 해당하였다. 장즉지는 미불의 스타일을 배웠다고 하면서, 골력(骨力)이 있고 윤기가 도는 특이한 풍격(風格)을 만들어 내었다. 그는 선림(禪林)과의 관계가 깊었으며, 《금강경(金剛經)》 등의 작품이 전한다.

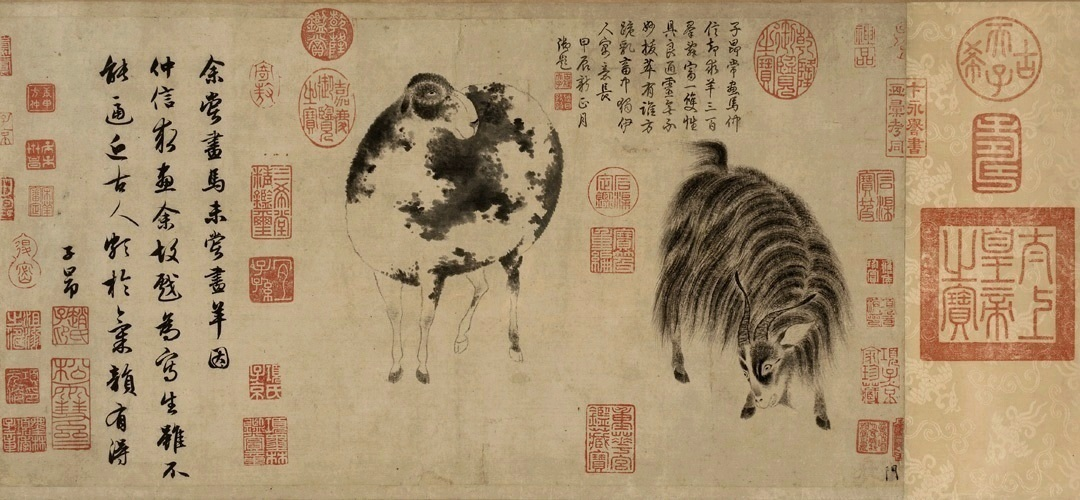
조맹부의 《二胡羊圖》

원나라의 초기가 되어서는, 조맹부·선우추·등문원(鄧文原) 등이 출현하여 또다시 새로운 양식을 일으켰다. 그 중에서도 전아(典雅)하고 우미(優美)한 글씨에 능하였던 조맹부는 선우추의 사후에 일세를 풍미하였다. 그는 왕희지의 글씨의 정통을 배워 해행초(楷行草)에 능하였고, 《난정십삼발(蘭亭十三跋)》 등의 수작을 남기고 있다. 또한 가구사(柯九思)는 정연한 격조에 다소 격렬한 기상(氣象)을 내재시켰다.
후기에 들어서는 조맹부의 정통정신에 반항하는 주관주의가 번성하였다. 그리고 격렬한 금속적(金屬的)인 긴장을 보이는 스타일이 정통적인 글씨와 대립하였다. 장우(張雨)·강리기기·양유정(楊維楨) 등이 이 주의에 해당된다. 기기는 원래 서역의 호인(胡人)인데 원나라에 봉직하고, 글씨는 각체에 능하여 조맹부 이래의 제일인자라고 일컬어졌다.

### 명-청

#### 오문화파

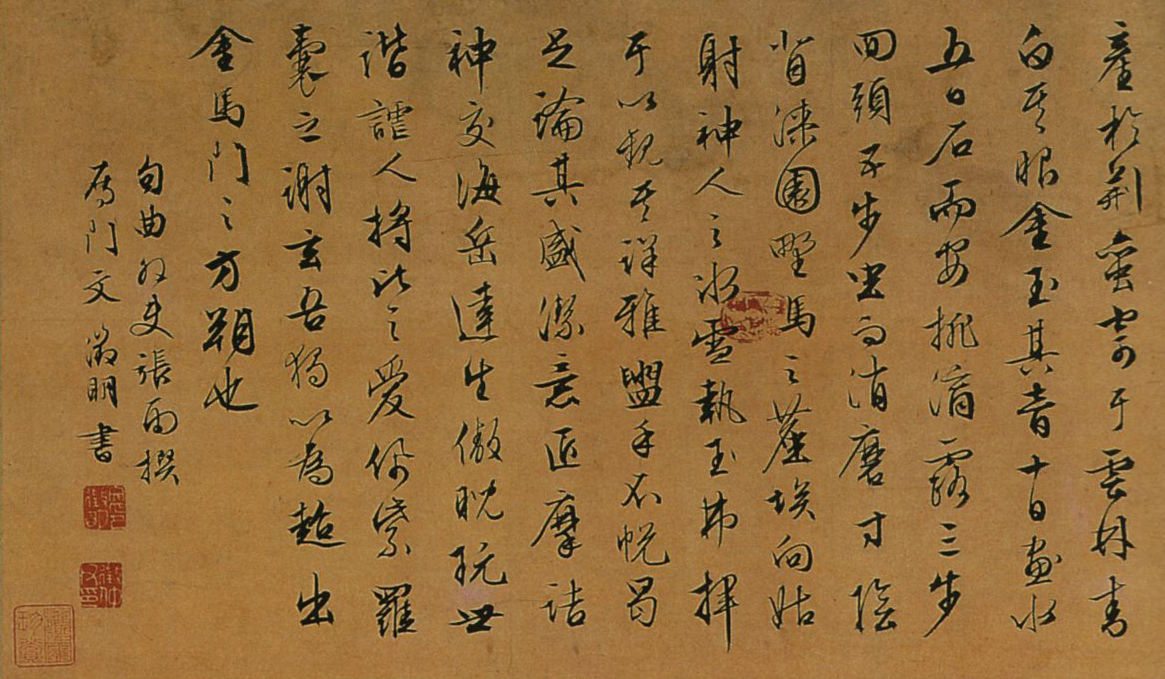
문징명의 《倪賛像題跋》

명나라 초기(14世紀初)에 접어들어서는, 글씨의 경향은 자연히 변화를 가져오게 되었다. 즉 원나라 말기 이래의 금속적인 딱딱한 선을 구사하는 일파와 격조파(格調派)를 추모하는 일파가 출현케 되었다. 그리고 이 두 흐름의 총합이 시작되었다. 그러나 원나라 시대의 강렬한 정신이 소멸되고 알기 쉽고 분명한 통일을 지향하고 있다. 이 무렵에는 송수(宋璲)·송극(宋克)을 위시하여 해진(解縉)·심탁(沈度)·심찬(沈粲) 등의 서예가가 등장하였다.
명나라 성기 후반에는, 쑤저우를 중심으로 하는 오문화파가 당시의 예술계를 리드하였으며, 심주(沈周)·오관(吳寬)·당인(唐寅)·축윤명(祝允明) 등이 등장하였다. 16세기에 문징명이 시서화(詩書畵)는 물론이거니와 우선 인간적으로도 당시의 태두(泰斗)라고 추앙되었으며, 90세의 만년까지 그 필력(筆力)을 발휘하였으므로, 그 후의 서화계(書畵界)는 거의 오문화파 일색이 되었다. 다만 오문화파에 속해 있으면서도 왕총(王寵)·진도복(陳道復) 등은 그와는 다른 양식을 출현시켰다. 이 알기 쉽고 분명한 격조를 자랑하는 명나라의 글씨는 범속한 형태로 전락하였다. 그리하여 후기에 들어서 막시룡(莫是龍)·미만종(米萬鍾)·동기창 등이 등장하여 이러한 풍조에 반항하고 문인주의적(文人主義的) 정신을 주장하였다. 그 중에서도 동기창은 일체의 직업적인 작의를 배제하고 진솔함을 표현하는 가운데 시(詩)의 정신을 되찾지 않으면 안 된다고 주장하며, 엄숙한 정신을 난삽한 붓끝으로 발휘하였다.

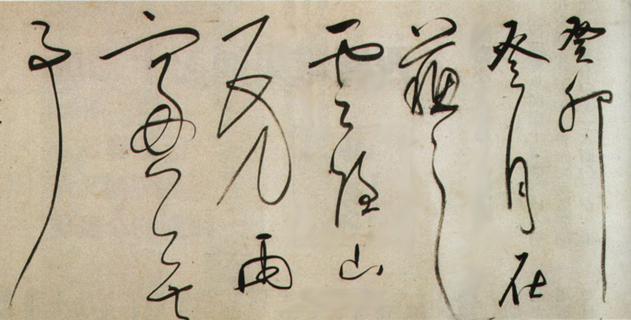
동기창의 행서와 초서

동기창이 이끈 문인(文人)의 정신은 다음에 오는 명나라 말기의 왕탁(王鐸)·황도주(黃道周)·예원로·장서도(張瑞圖)·진홍수(陳洪綬)·부산(傅山) 등에 의해 계승되었다. 이 당시는 마침 만주족의 발흥기에 해당하여, 여러 방면에서 국면이 변화한 때였다. 그들은 동기창과 마찬가지 정신에서 출발하였으면서도, 동기창의 주지적(主知的) 경향에 대항하여 정취가 내키는 대로 격렬하게 일어나는 마음을 글씨에다 담고 있다. 행초(行草)의 연면(連綿)함과 장조폭(長條幅)을 사랑하고, 의식과 정열의 흐름에 따라 비단 옷감 위에 붓을 놀렸다. 글씨의 면모를 일신시킨 이 양식은 청나라 초기까지 유행하였다.

#### 첩학파와 비학파
청나라 초기에는 명나라 말기의 낭만주의시대를 계승하여 연면취미(連綿趣味)가 성행하였으나 동시에 동기창의 스타일도 재차 유행하였다. 그리고 진첩(晋帖)과 당비(唐碑)의 연구가 시작되어, 마침내 전혀 새롭고 풍성하며 커다란 구조성을 갖는 강희 시대의 독특한 스타일이 생겨났다. 강희제는 학문 예술을 사랑하여 스스로도 강희예술(康熙藝術)에 기여하는 바 큰 것이었다. 이 시기에는 사승(査昇)·진혁희(陳奕熙)·하작·왕주(王樹)·장조(張照) 등이 활약하였다.
청나라 중기에는 조정의 관료 문인 사이에서 조맹부의 격조(格調)가 애호를 받았다. 그러나 왕주(王樹)·장조(張照) 이래의 진과 당의 법첩(法帖)의 연구는 점점 성행되며, 건륭부터 가경까지에 걸쳐서 유용(劉墉)을 비롯하여 양동서(梁同書)·왕문치 등에 의해 교묘한 구조에 풍부한 정신을 담은 고전주의가 확립되었다. 이러한 사람들을 '첩학파(帖學派)'라고 이르고 있다.
한편, 건륭 초기의 금농(金農)과 정섭(鄭燮)은 자유로운 스타일을 즐겨하여 한나라의 비석을 따라서 괴기한 것을 썼다. 그래서 계복(桂馥)·등석여(鄧石如)·이병수(伊秉綬)·진홍수(陳鴻壽) 등이 배출되고, 진과 한의 비석에 의해 전서(篆書)·예서(隸書)에 새로운 업적을 수립하였다. 이러한 사람들을 '비학파(碑學派)'라고 부른다. 옹방강(翁方綱)의 한당비학(漢唐碑學)의 이론은 이 시기의 지도적인 역할을 수행하였다고 할 수 있다.
첩학(帖學)·비학(碑學)의 구별은 있으나 이 시기의 고전주의의 특색은 한결같이 고법의 탐구와 새로운 전형의 수립을 목표로 한다는 데에 있다. 이와 같은 고법(古法)의 탐구, 고대정신을 중시하는 경향은 점차 강해진다.

#### 북파 창도

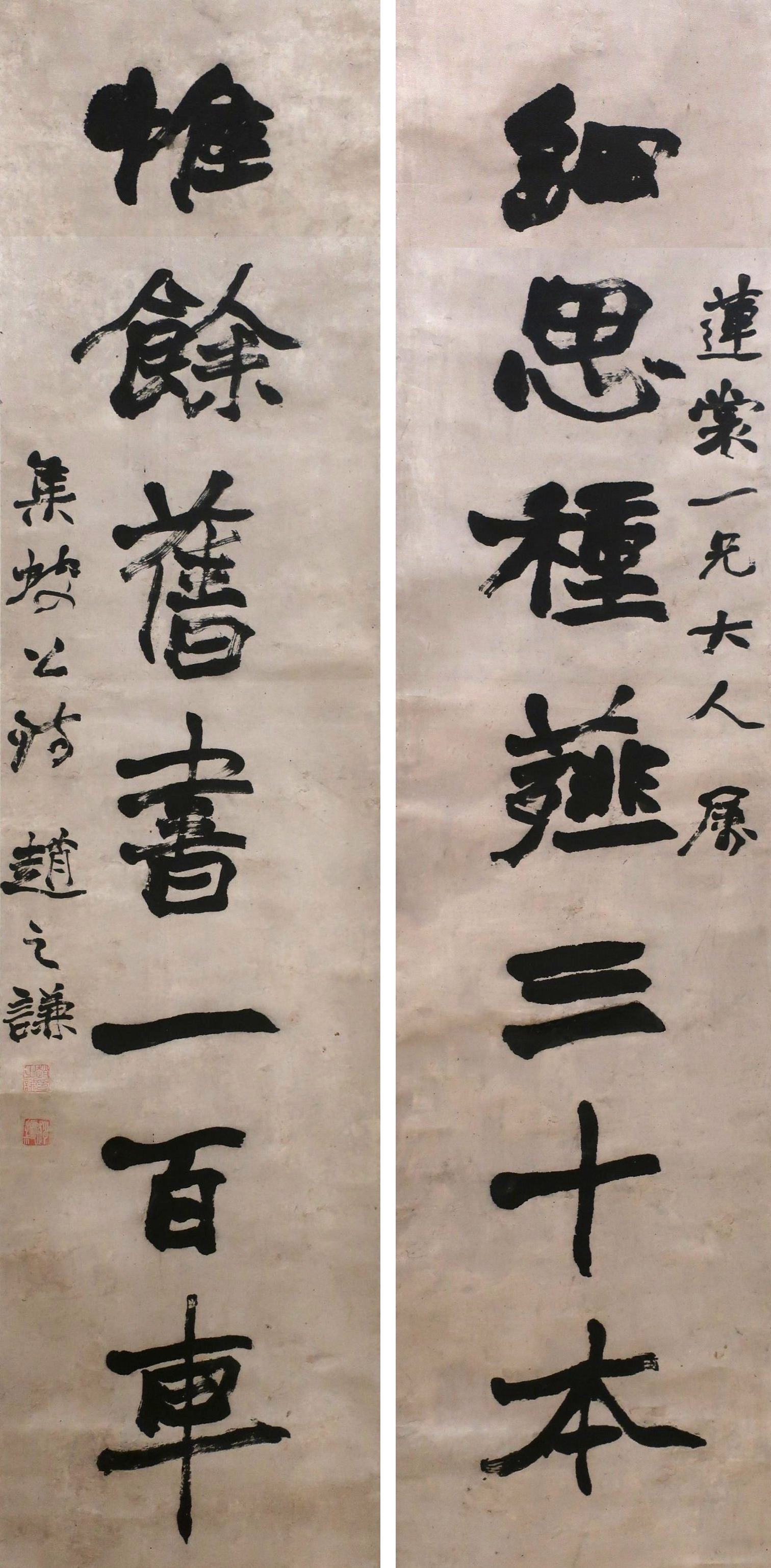
조지겸의 글씨

가경 말년에는 유학의 대가인 완원(阮元)이 등장하여 《남북서파론(南北書派論)》 《북비남첩론(北碑南帖論)》을 발표하여 북파(北派)로의 복귀를 창도하였다. 이어 포세신(包世臣)도 북위비(北魏碑)의 존귀함을 주장하였다. 이러한 이론을 배경으로 하여 청나라 후기는 새로운 낭만주의 시대를 맞았으며 청나라 말기의 서예계는 매우 '금석(金石)의 기(氣)'를 애호하게 된다.
진과 한의 전예(篆隸)에 정열을 기울이는 자, 북위 석각(石刻)의 고전미를 구하는 자 등이 배출되었다. 오양지(吳讓之)·하소기(何紹其), 양기손(楊沂孫)·조지겸·서삼경(徐三庚)·양현(楊峴) 등은 이 시기의 대표적 작가이다. 그 중에서 조지겸은 북파비학(北派碑學)의 이상을 실현하고 붓의 자연성을 무시하면서까지도 그 원시성(原始性)을 추구하였다. 그의 글씨는 세칭 '북위서(北魏書)'로 불리고 있다.
청나라 말기에는 고문자학(古文字學)의 연구가 왕성히 행해져, 그에 따라서 고문(古文)과 전서(篆書)에 특이한 작가가 등장하였다. 오대징(吳大徵)과 오준경(吳俊卿)이 그에 해당하는데 특히 오준경은 주의 석고문(石鼓文)에서 얻어진 기법을 구사하여 종래에 없던 전서(篆書)·행서(行書)·초서(草書)를 썼다. 퇴폐적인 정취가 당시의 취향과 투합된 것이었으며 청나라의 서예는 이 오준경에 이르러 쇠퇴하였다.

## 도예
이미 선사시대에 중국에서는 채도(彩陶)나 흑도(黑陶) 등의 아름다운 토기가 만들어졌으며, 은주(殷周)시대에는 벌써 고온에서 유약(釉藥)을 바른 경질의 도기가 등장하고 있다. 한시대에는 납을 내포하며 저온에서 용해되는 녹색이나 갈색의 유약이 많이 사용되고 있었으며 3국·6조시대에는 원시적인 청자가 만들어졌다. 당·송 시대에는 자기의 제작이 눈부시게 발달하고, 아름다운 제품이 대량으로 생산되어 해외로도 많이 반출되었다. 원·명 시대에는 청화(靑花)·오채(五彩)라고 하는 그림무늬를 넣어 특징 있는 자기가 발달하였다.

### 선사 시대
채도는 주로 중국 북부 황하 유역 지방에서 발달한 것으로서, 서아시아의 채도와 관계가 있는 것으로 생각된다. 결이 고운 흙으로 노끈 모양으로 길게 빚은 다음 감아서 만들어지고 주로 평지에 축조된 원형의 작은 가마에서 1000도 내외의 온도로 구워낸 것이다. 얄팍하게 완성되어 있으며 표면을 다듬은 후에 흑·적·백 등의 물감으로 와문(渦紋)·기하문(幾何紋)·동물문(動物紋) 등을 붓 같은 것을 이용하여 뚜렷하게 그려져 넣는다. 제작 연대는 기원전 2500년에서 기원전 2000년경까지의 것으로서, 출토 상황에서 보아 채도는 특수한 용도를 위해서 특별히 제작되고, 일상용으로는 무늬가 없는 적색(赤色)으로 구은 '홍도(紅陶)'라고 불리는 토기와 소지(素地)에 모래가 섞인 갈색의 '조도(粗陶)'라고 불리는 토기가 사용되었다고 생각된다.
채도에 이어 등장하였던 흑도는 채도의 가마와 닮은 원형의 소형의 가마에서 구어졌던 것인데 채도가 산화소성(酸化燒成)으로 붉게 구어지고 있는데 대해, 흑도는 환원소성(還元燒成)으로 소지토(素地土)의 철분이 환원되어 회색이 된다. 거기에 소성(燒成)의 최후 단계에서 그슬려서 탄소의 미립자를 소지(素地)에 스며들게 하고 다시 이를 닦아서 검게 광택있는 표면을 만든다. 성형법도 노끈 감는 식과 더불어 녹로를 사용했던 것으로 보이며, 아주 얄팍하고 정교한 것이 있다. 기형(器形)은 변화가 많고, 정(鼎)·역(鬲)·규(鬶) 등 독특한 기형을 볼 수 있다. 무늬는 거의 없고, 기형의 아름다움이 두드러지게 만들어진 것이 많다. 흑도는 역사시대에 들어와서도 제작되었다.

### 은-한

#### 회도

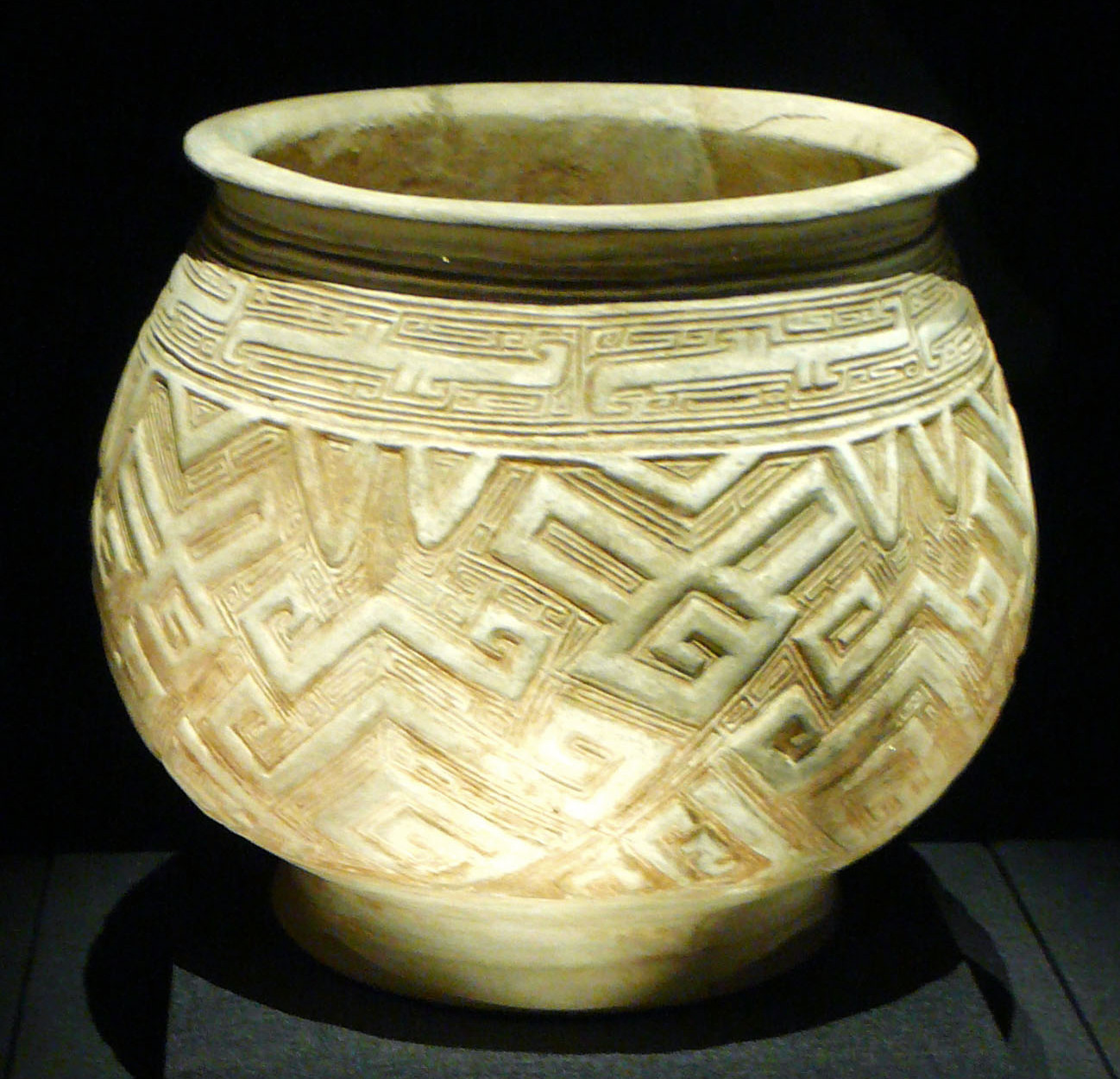
은 시대의 백도.

은나라의 토기의 주류는 회도(灰陶)인데 이는 흑도와 거의 동일한 수법에 의한 것으로서, 다만 그슬리는 방법이 적어서 회색으로 구워냈다. 대부분이 녹로 제조로 다소 크고 무거운 모양으로 만들어졌으며 기형에 당당하고 힘찬 데가 있다. 일상적으로 사용하는 용기(用器)는 밧줄무늬의 타문(打紋)이 있는 것이 많고 점토의 끈을 붙여서 장식으로 보이게 한 것과, 특히 공들여 만든 것에는 동기(銅器)를 그대로 본따 뇌문(雷紋)과 도철문을 새겨 넣은 것도 있다. 그러한 제기적(祭器的)인 것 중에는 흑도도 있고 또한 순백의 도토(陶土)를 사용한 '백도(白陶)'도 있다. 백도는 은의 토기를 대표하는 것이라 하며, 후상으로 만들어진 소지(素地)를 예리하게 파고 새겨서 동기와 같은 복잡한 무늬를 나타낸 것도 있다.

#### 회유도
회유도(灰釉陶)는 은나라 시대의 토기 중에는 고온도 유약, 소위 회유(灰釉)를 의식적으로 입힌 도기가 있고 그것은 처음 딱딱하게 구어 나가는 도기를 만드는 과정에서 우연히 발생한 자연유(自然釉)에서 발달한 것이다. 이는 가마 속의 재(灰)가 덮어 씌워져서 고온으로 소지(素地)의 규산과 녹아 엉겨서 유리질을 생기게 하는 현상이다. 이 자연유의 효과에 주목하여, 회(灰)를 물에 녹인 것을 기면(器面)에 바르고 또는 회와 진흙을 섞은 것을 기면에 칠해서, 반들반들한 유리질로 도기를 싼 것을 회유도(灰釉陶)라고 부르는 것이다. 은대에 시작된 이 회유도야말로 후일의 청자의 선구로서, 중국의 도자사(陶磁史)는 여기에 독자적인 길을 걷게 되었다.
은대 토기의 작풍은 서주에서 춘추전국, 다시 한대 이후까지도 계속되고 있으나 토기의 기술적인 발전은 은주(殷周)시대에 정점에까지 도달하고 그 후는 양식의 변화에만 머물고 있다. 다만 전국 시대에는 가마의 용량이 매우 거대해져서, 생산기구의 커다란 변동이 일어났다. 회유도(灰釉陶)의 허난성·안후이성·장쑤성·저장성 등에서 발견된 유례(遺例)에는 동기(銅器)를 모방한 기형(器形)에 담록색·황록색의 회유(灰釉)가 매끄럽게 칠해 있는 것이 있다. 개중에는 비교적 흰색의 소지(素地)에 투명하고 누르스름한 회유가 칠해진 것도 있어, 이것은 백자의 선구적인 모습이라 할 수 있다. 한대에는 자연유의 도기는 셀 수 없이 많으나 회유도는 극히 소수의 것밖에는 알려져 있지 않다.

#### 녹유와 갈유
한나라 시대에는 전혀 새로운 유법(釉法)이 중국에 생겼다. 이것은 납을 사용하며, 낮은 온도에서 녹는 유약(釉藥), 소위 연유(鉛釉)를 사용하는 수법이다. 이는 동분(銅分)을 가한 녹유(綠釉), 철분(鐵分)을 가한 갈유(褐釉)의 2종에 한정되고 한나라 시대에는 명기(明器)에 자주 이용되었으나, 전국 시대의 유례도 적으나마 남아 있고 해서 그 출현의 시기가 문제시되고 있다. 초기의 유례로서는 흙의 소지(素地)를 유리로 덮은 잠자리 구슬류가 열거된다. 7∼8,000도에서 녹는 연유는 회유에 비해 그 제조가 용이하기 때문에, 한나라 시대에 들어서는 중국 각지에서 대량으로 제작된 것으로 추정된다.
하나라 시대의 녹유(綠釉)·갈유(褐釉)의 유례는 묘에 부장하는 명기(明器)가 그 대부분으로서, 땅속에 오랫동안 있었기 때문에 녹유의 유약 표면이 변화하여 은색의 피막(皮膜)이 발생하는 경우가 많다. 이 현상을 은화(銀化)라고 부르며, 무지개빛으로 빛이 나기 때문에 한의 녹유가 인기가 있는 이유 중의 하나가 되었다. 한나라의 도기는 일반적으로 실용적인 기형(器形), 간소한 장식문(裝飾紋)이 특징으로서 은과 주의 것과는 큰 차이가 있다. 연유의 보급에 의해 유법도 현저한 발달을 보았다.

### 삼국-육조

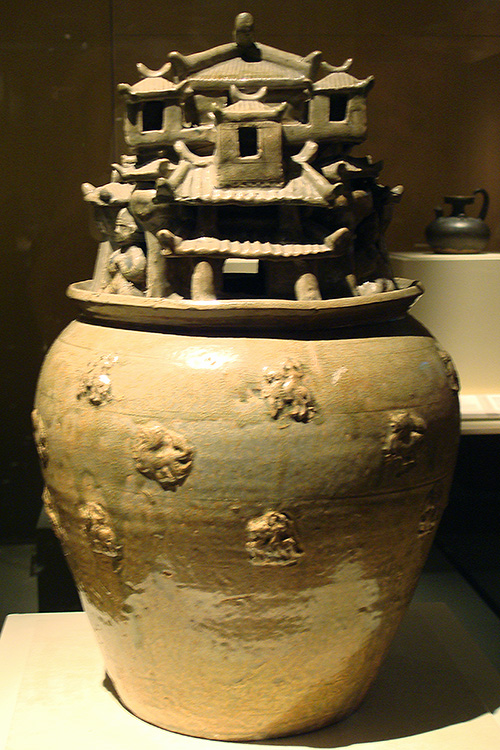
청자 신정 항아리. 서진 시대.

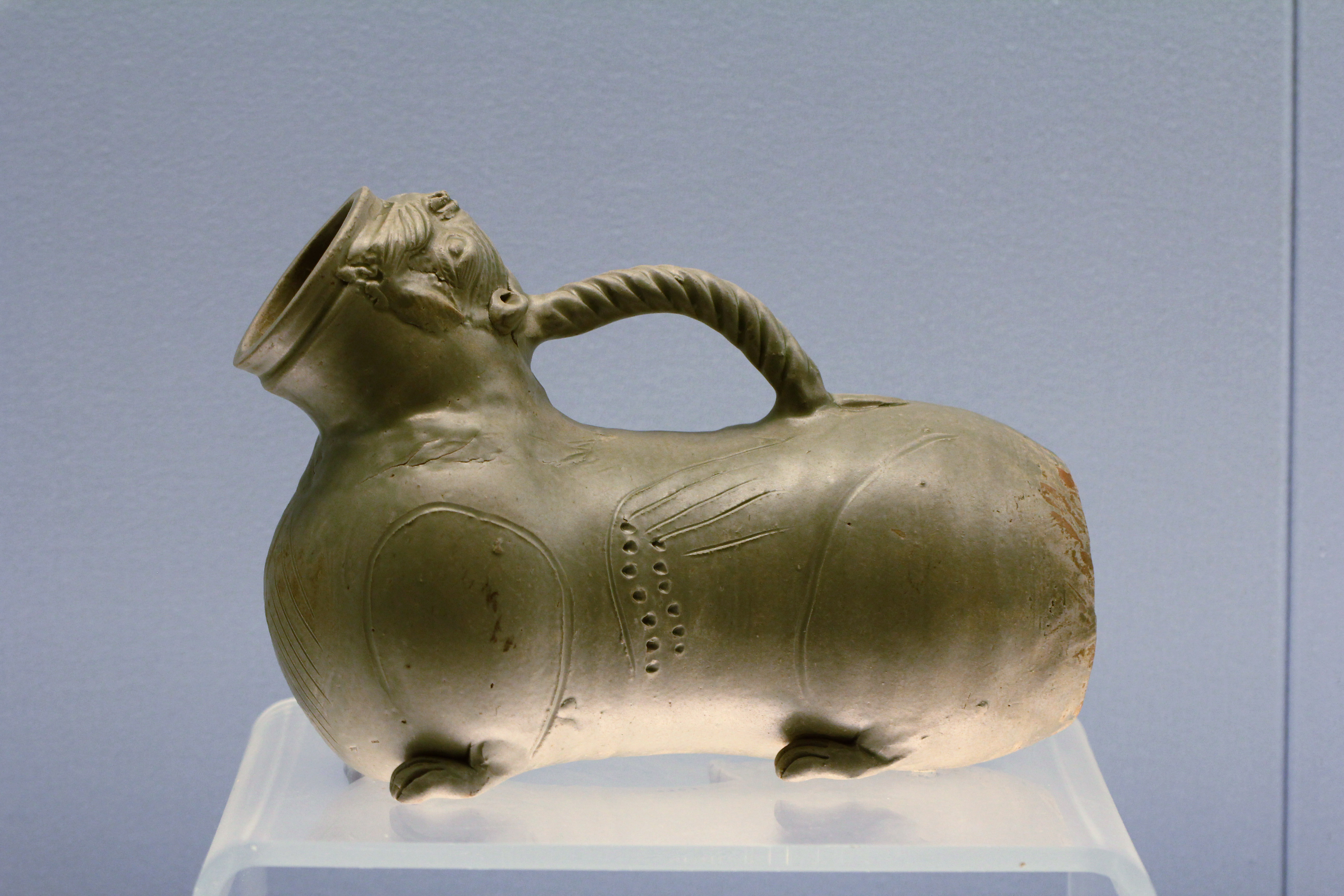
청자 호자. 서진 시대.

한나라 말기의 동란 시대에서 삼국 시대에 걸쳐 회유도의 기법은 장강 하류 지역에서 성숙되어, 소위 고월주요(古越州窯)의 청자(靑磁＝古越磁)가 등장하였다. 이는 회(灰)에 장석과 같은 규산분이 있는 것을 가하여, 안정된 고온의 유약을 만들어 내는 것으로서, 유약에 내포되는 미량의 철분에 의해 청록색의 색조가 생긴다. 유약은 두께도 두껍고 매끄럽게 녹아 있어, 아름다운 점에서도 회유와는 뚜렷한 차이가 있다. 이렇게 해서 마침내 자기(磁器) 단계로 접어들게 되었다.
고월주요(古越州窯)의 청자 가운데서, 연대가 명확한 최고(最高)의 작품례는 3세기 중엽경의 것으로서, 대충 그 무렵에 기법의 완성을 이룬 것으로 생각된다. 초기의 오·진 시대의 것은, 한의 동기(銅器)나 도기(陶器)에 보이던 웅장한 작풍을 계승하였다. 대부분의 유물은 명기(明器)로서, 특히 두드러진 기형(器形)으로는 항아리 상부에 누각이나 인물을 가득히 장식한 신정(神亭)이라 불리는 항아리와 항아리 어깨 부분에 닭의 머리를 장치한 천계호(天鷄壺)라고 부르는 주전자와 동물 모양을 형용한 호자(虎子)라고 불리는 물병 등이 있고 또한 인물이나 동물의 모양을 형용한 용(俑)의 종류도 적지 않다. 가마터는 장쑤성 이싱(宜興) 부근과 저장성, 항저우 및 사오싱 부근에서 다수 발견되고 있다.
이 초기의 것에 대해서 남조 5∼6세기의 고월주요(古越州窯)에서는 딱딱한 한나라 스타일이 약해져, 기형(器形)에서 유연함을 느끼게 하는 것이 많아진다. 기종(器種)도 명기적(明器的)인 신정(神亭)·천계호(天鷄壺)·용(俑) 등이 눈에 띄지 않게 되고, 실용적인 공기나 접시 등이 많아졌다. 기법의 관점에서는 오진(吳晋)의 것과 큰 차이가 없으나 유조(釉調)에 농담의 변화가 보이며 산화하여 누렇게 된 예가 점차 많아지고 있다. 생산지도 넓어져 저장·푸젠·광둥에서, 후난·쓰촨에 이르기까지 많은 가마터가 발견되고 있다. 고월주요(古越州窯)의 제품 중에는 청자 외에 검은 유약이 칠해진 도기도 포함되어 있다. 이것은 후일에 천목(天目)이라 불리는 흑유자(黑釉磁)의 조형을 이루는 것이다. 또한 소지(素地)가 꽤나 희고, 청자유(靑磁釉)의 엷은 푸른색의 백자에 가까운 것도 간혹 있어서 이는 백자(白磁)의 조형이라고도 할 수 있다.
북방에서는 불교문화의 화려한 개화를 볼 수 있었던 북위 시대에도 도기(陶器) 분야에는 별다른 변화가 없고, 한대 작풍을 답습하여 약간 채색을 가한 명기류에 조소적인 아름다움이 엿보이는 데 불과하다. 그러나 북조 중엽을 지나 6세기가 되자 명백히 화북산이라고 생각되는 청자가 점차 많이 등장하였다. 북조 후기의 화북의 자기에 관해서 본다면 그것들은 남방 자기의 영향하에 생겨난 것임은 의심할 여지가 없다. 더욱이 일단 출현하게 된 그런 자기는 놀랄 만큼 신속하게 성장하여, 화북의 독특한 작풍을 만들어 낸 듯하다. 북조 말기부터 수대까지의 유적으로부터 출토되는 수가 많은 백자는 그 대표적인 것으로서, 청자에도 남방에서는 볼 수 없는 웅장한 기형(器形)·작조(作調)의 유례가 있다. 이러한 북방의 자기는 남방 것에 비하면 일반적으로 두툼하며 소박하고 힘찬 느낌을 갖게 하는 것이 많은데 드물게는 세련된 서방적인 의장을 갖는 유례가 있어서, 당나라 시대의 그러한 의장(意匠)의 선구적인 것으로서 특별히 주목을 끈다. 이와 같이 6세기의 중국에서는 넓은 지역에 도자기가 제작되게끔 되어 있어서 당송의 도자기의 눈부신 전개의 기반이 이때에 이미 구축되어 있었다.

### 당
당시대는 중국사 중에서 주목할 만한 고양(高揚)의 시대이었는데, 이 사실은 도자기에 관해서도 해당되는 말이다. 당의 도자기는 일반적으로 동체가 여유 있게 퍼져 있으며 바닥이 평평하고 커서 안정감이 있다. 무엇보다도 흙의 유연성이 조형상으로 반영되어 있는 것이 특색으로, 둥근 항아리(丸壺) 등에 있어서의 몹시 둥근 성격은 다른 데서는 그 유례를 찾아볼 수 없어서 내용의 풍요함을 느끼게 한다. 이 특징은 마치 당나라 초기·당나라 성기의 부유한 사람들에게서 보이는 왕성한 의기(意氣)를 나타내는 것과 같다.
당나라 시대에는 각종 자기가 제작되었는데, 그 중에서도 특히 백자의 대두는 특기할 만한 일이다. 허난성에서 백자를 조공한 기록도 있으나 8∼9세기경에는 허베이의 형주요(邢州窯)의 백자가 가장 유명하며 거의 같은 시기에 많이 만들어졌던 돤시(端溪)의 벼루와 더불어 천하귀천(天下貴賤) 없이 이를 사용하였다고 전해진다. 형주요의 백자는 아직껏 그 실체를 확정할 수 없으나, 일반적으로 소지(素地)가 딱딱하게 구워져 있고 또한 눈처럼 보드라운 느낌을 주는 흰 살갗을 갖는 백자라고 하며, 이것에 해당하는 유품은 상당히 많은 수에 이르고 있다. 또한 남방의 광저우 방면과 장시성의 경덕진요(景德眞窯)와 쓰촨성 등지에서도 백자를 구웠다고 하며 허베이성 정요(定窯)의 기원도 당나라라고 전해진다. 남방의 백자는 광둥항에서 해외로 반출된 듯하며 서아시아 각지에서 출토되는 일이 많다.

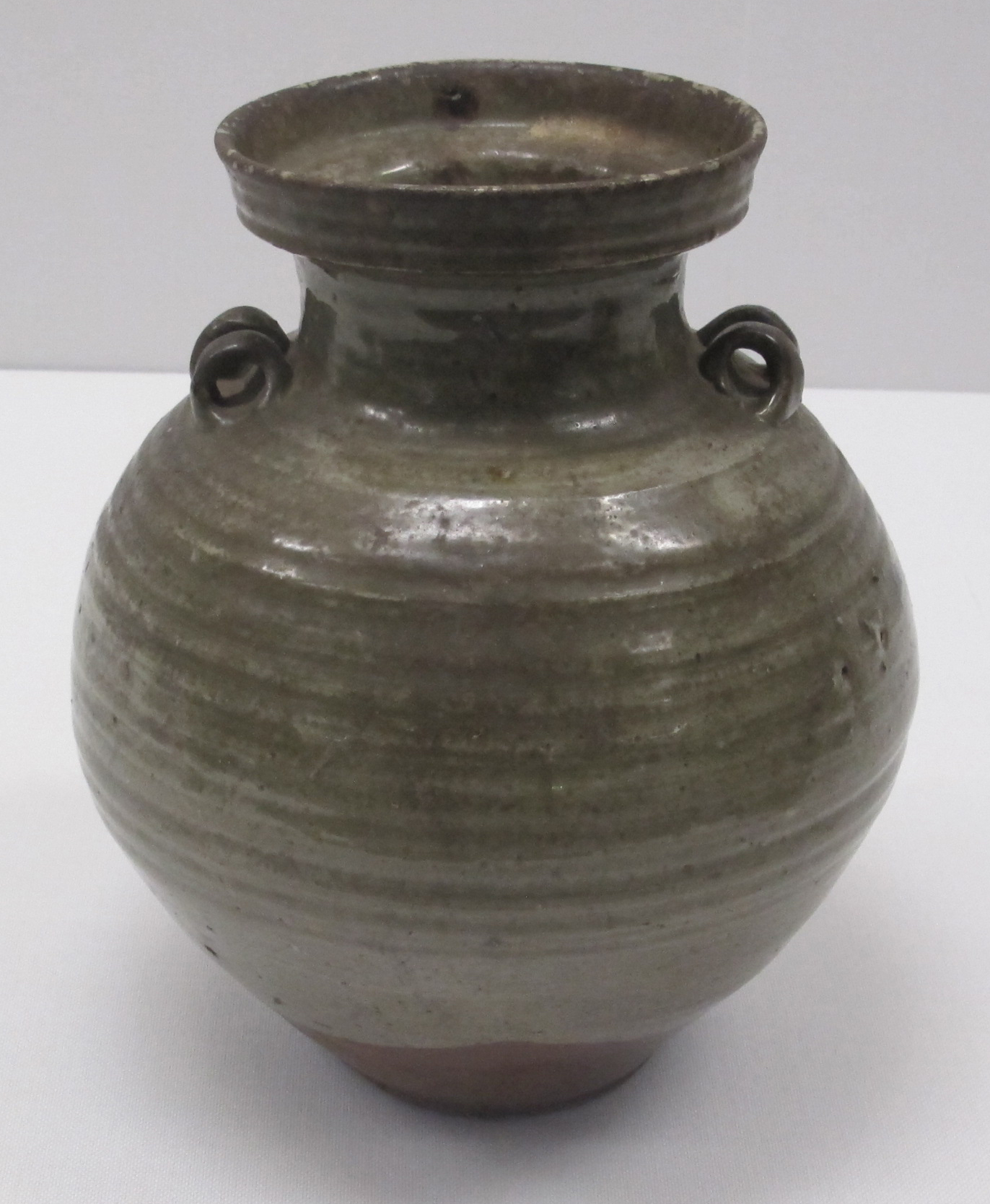
청자 항아리. 당 시대.

청자(靑磁)는 월주요(越州窯)의 청자가 유명하다. 당나라의 시인 육우는 저서 《다경(茶經)》 중에서 형주(邢州)의 백자와 월주(越州)의 청자를 비교하여 "혹자는 형주를 월주의 상위에 놓는다면 그것은 천부당한 일이라 할 것이다. 만일 형자(邢瓷)를 은에 비한다면 월자(越瓷)는 구슬에 비유되는데 이것이 형과 월이 다른 첫째 점이며, 만일 형자를 눈(雪)에 비긴다면 월자는 얼음에 비길 수 있어 이것이 형·월의 둘째번 차이점이다"라고 기술하였다. 이 글은 월주요 청자의 아름다움을 잘 나타낸 말로서 예부터 유명하다.
당의 월주요청자는 그 전신인 남조의 고월주요(古越州窯)의 청자에 비하면 훨씬 진보된 정교한 것으로 유약은 맑은 느낌이 강해서 청자다운 아름다움이 나타나 있다. 당 말기에는 유약 아래에 아름다운 모조(毛彫)나 투조(透彫)를 가한 것이 등장하였다. 제작지는 저장성 동북부에서 여러 곳 발견되고 있고, 위야오현 상림호반(上林湖畔)의 가마터 무리는 유명하다. 제품은 해외로 자주 반출되어 한국·동남아시아·인도·이란·이집트에서까지 도편(陶片)의 출토를 볼 수 있다. 그 밖에 후난성의 악주요(岳州窯), 안후이성의 수주요(壽州窯) 등, 당나라 시대에 청자를 구웠던 가마는 여러 가지가 있다.

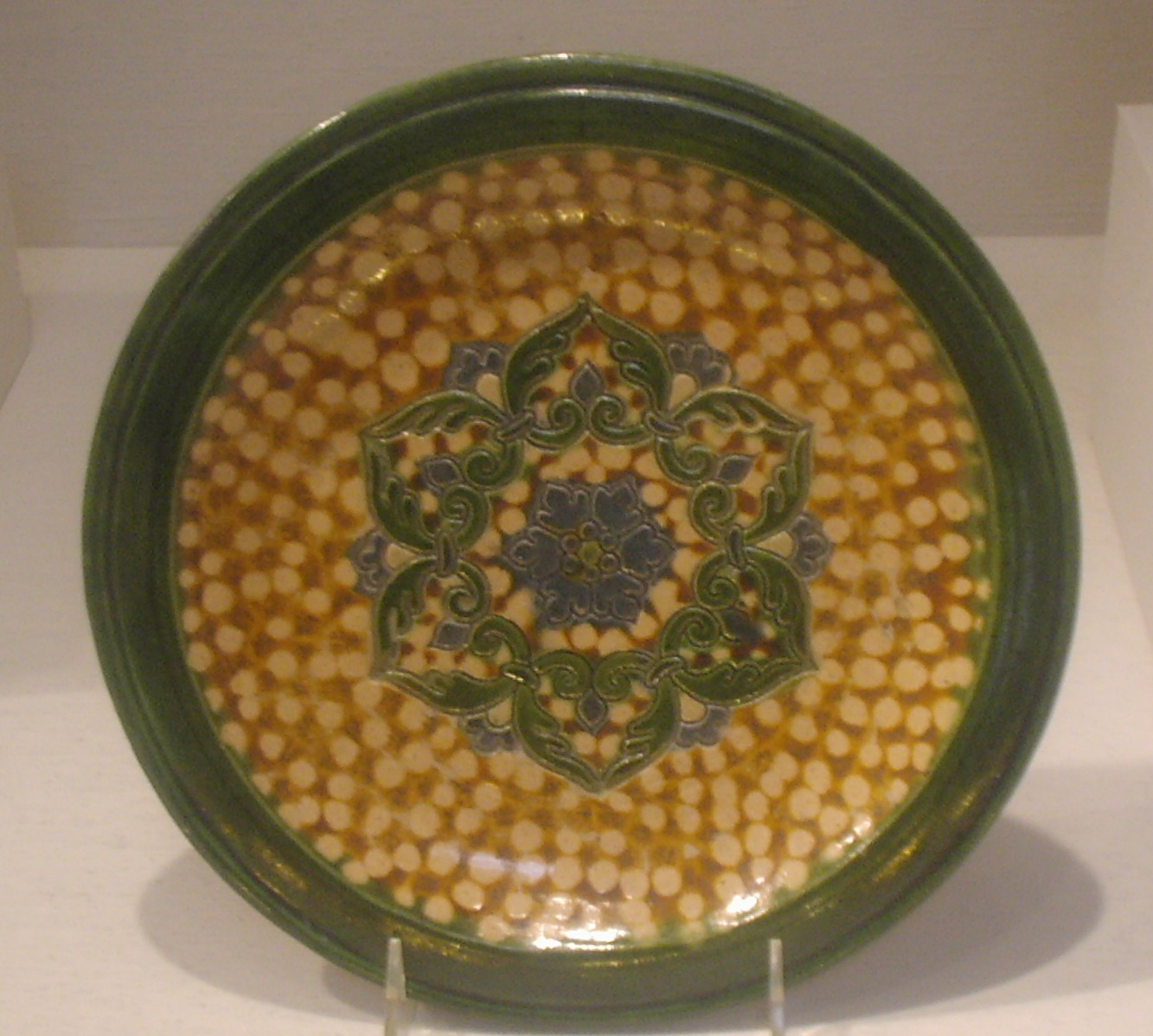
당삼채 꽃무늬 접시

당(唐)시대에 녹색·갈색·백색·황색·남색 등 저온도의 유약으로 명기(明器)를 채색하는 것이 시작되었다. 이것이 당삼채(唐三彩)라고 불리는 것이다. 이것은 귀족들 사이에 유행한 후장(厚葬)의 풍속과 더불어 발달한 연질(軟質)의 도자기로서 실용성은 적은 것이다. 이 시대에 처음으로 저온도유(低溫度釉)가 발달을 이룬 것을 알 수가 있다.
흑자(黑磁)도 화북(華北)·화남(華南)의 각지(各地)에서 제작되었던 듯한데 요지(窯址)는 허난성(河南省)에 있는 것이 알려져 있다. 당말에는 칠흑(漆黑)의 유약이 칠해진 유례(遺例)와 함께 이에 청백색의 불투명한 유약을 칠한 독특한 흑유자(黑釉磁)가 만들어졌다.

### 송
9세기에서 10세기에 걸쳐 중국의 도자기는 크게 변하였다. 그것은 혼연(渾然)하면서도 커다란 기형(器形)으로부터 부분적 특색을 살린 단정한 기형으로의 변화로서 파악되며, 또는 따스하고 유연한 기분에서 긴장되고 예리한 기분으로의 변화로 감취(感取)되는 것이다.
문양(紋樣)에 관해서 말한다면 당나라에는 조각풍(彫刻風)의 각문(刻紋)이나 침첨문양(砧添紋樣)이 두드러진 것이었는데 송나라 시대에는 편각(片刻), 선각(線刻)과 같이 예리하고 얕게 파서 흐르는 듯한 아름다운 문양을 나타낸 것이 많아진다. 생산지도 급속하게 확대되고 각기 작풍의 특징이 유난해서 세련되고 아름다운 도자기가 만들어지게끔 되었다.

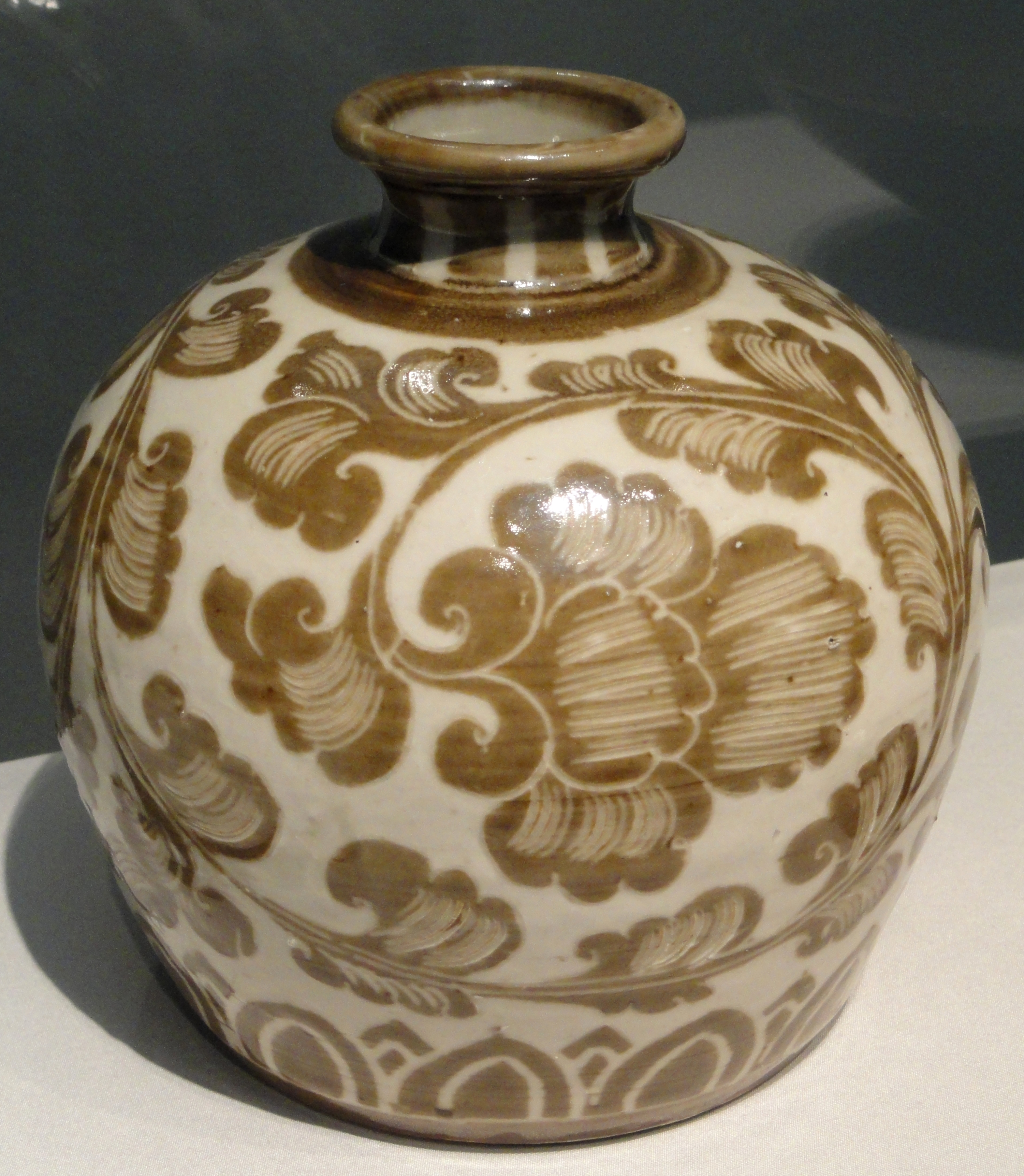
정요에서 생산된 자기. 1100년 경.

화북에서는 형주요(邢州窯)를 계승하여 정요(定窯)의 백자가 두각을 나타내었다. 정요의 제품은 정교한 크림색의 백자로서 송대 궁중의 어용품(御用品)이 되었다고 말하며, 그 유려한 각문양(刻紋樣)은 타에 그 유례를 찾아볼 수 없다. 또 더러는 시유(枾釉)나 흑유(黑釉)를 바른 것도 있고, 금박을 구워 입힌 금화(金花)의 정완(定碗)이라 불리는 것도, 극히 적으나마 남아 있다. 화남 일대에서도 푸른빛을 띤 '영청(影靑)'이라 불리는 백자(靑白磁)가 제작되었다. 순백의 표면에 새겨진 문양에 푸르스름한 맑은 유약이 괴어 있어, 한가닥 경쾌한 의장(意匠)이 등장하였다. 징더전(景德鎭)의 영청(影靑)은 그 대표적인 것이라 한다.
각문양(刻紋樣)이 있는 청자가 송대에 화북 각지에서 만들어졌다. 소위 북방청자(北方靑磁)로서, 올리브색의 유약 중에 편각(片刻)의 당초문양(唐草紋樣)이 생생하게 나타나 있다. 그런 예리한 작조(作調)는 산시성(陜西省)의 요주요(耀州窯)에서 대표적인 것을 볼 수 있다. 그것은 후일 압형(押型) 수법(手法)에 의해 양산(量産)을 가능케 한 듯하며, 각지에서 동종(同種)의 의장(意匠)을 가진 것을 볼 수가 있다.
화북의 츠저우요(磁州窯)에 있어서는 각문양(刻紋樣)으로부터 진일보하여 독특한 소락문양(搔落紋樣)과 철화문양(鐵畵紋樣)이 발달하였다. 이는 원래 백자(白磁)를 모방한 것으로서, 쥐색의 소지에 백토(白土)를 녹여 칠하고 투명유를 발라 구워내는 수법의 것인데 유하에 각문양을 베풀면 백토가 떨어져 나가 쥐색의 바탕이 드러나 보인다. 이를 의식적으로 행하여 백색과 쥐색으로 문양(紋樣)을 나타내는 것이 소락문양의 기본이다. 이를 다시 강조하여, 백토 위에 철물감을 한쪽 면에 흘러 칠하고 그것을 소락(搔落)시켜 백과 흑으로 문양을 나타내는 것이 있으며, 또한 백지 위에 철물감으로 자유롭게 문양을 그리는 일이 행해졌다. 이렇게 하여 백지(白地)에 뚜렷이 칠흑(漆黑)의 문양을 나타낸 것이 츠저우요(磁州窯)의 독특한 수법으로, 그 정연한 기형(器形)과 더불어 송자(宋磁)의 아름다움을 잘 나타내는 것이라 생각되고 있다. 생산지는 허베이·허난 일대에서 발견되며, 민간의 일용품으로서 널리 보급되었다.

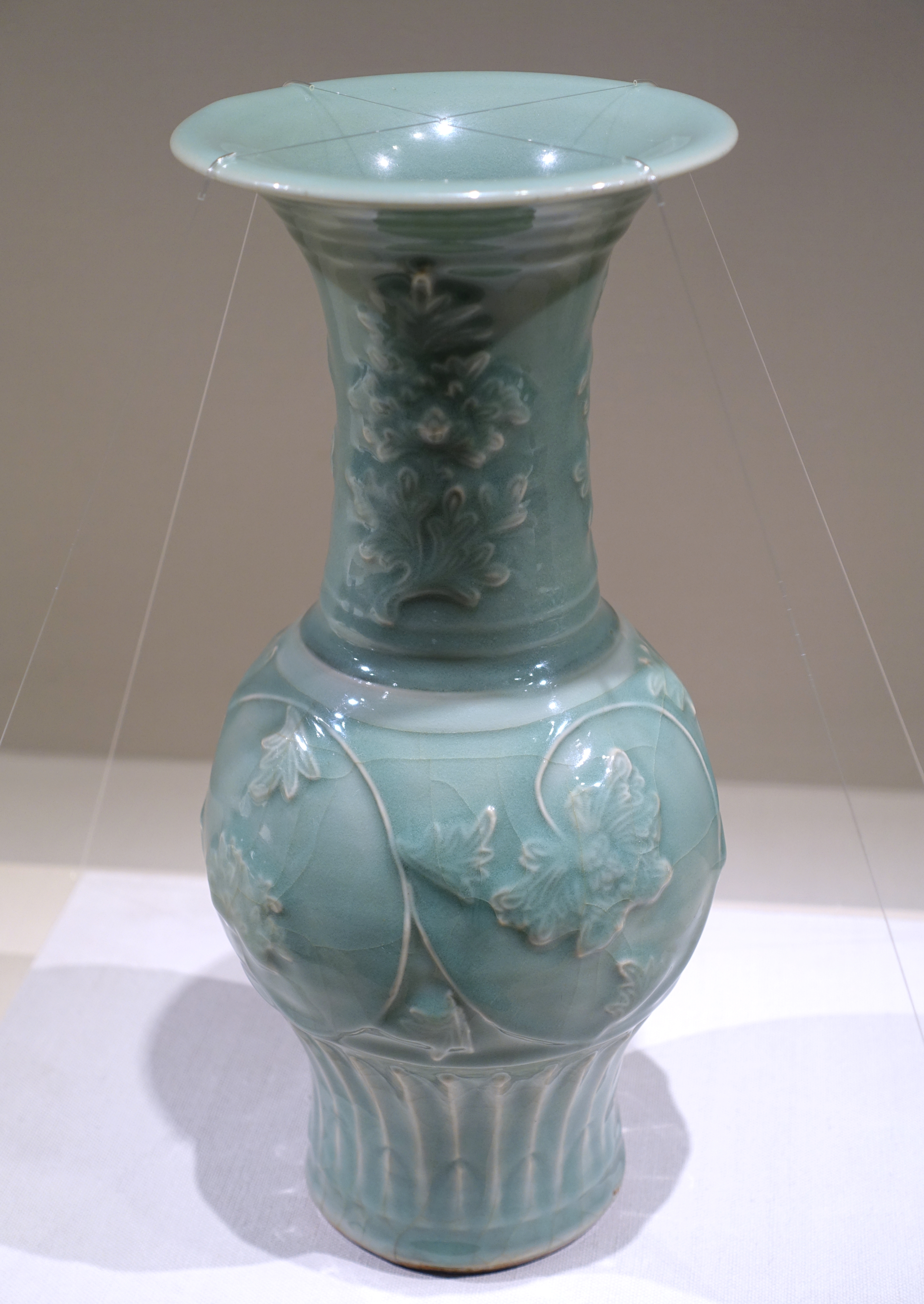
용천요 청자. 북송 시대.

저장성의 용천요(龍泉窯)에서는, 북송대(北宋代) 이후 점차로 독특하고 아름다운 유색(釉色)의 청자가 성장하였다. 그것은 벽옥(碧玉)보다도 아름다운 밝고 맑은 청록색으로서 한나라와 6조 이래의 회유(灰釉)의 흐름이 여기에서 정점에 달하였다. 13∼14세기경에는 그 생산량도 상당히 많았던 것으로 보이며, 동아시아 일대는 물론이고 남아시아에서 서아시아에 걸쳐 용천요청자(龍泉窯靑磁)는 많이 반출되었다.
송대의 도자기로서는 당시 유행했던 말다음용(抹茶飮用)의 풍조에 따라 만들어진, 독특한 흑유의 공기(碗)를 간과하여서는 안 된다. 그 대표적인 것은 차 산지로도 알려진 푸젠성 북부의 젠야오(建窯)의 찻잔, 소위 건잔(建盞)이다. 그것은 칠흑의 광택이 있는 유약이 두껍게 발라진 짜임새 있는 모양의 공기(碗)로, 유면(釉面)에 갖가지 변화를 보이는 것이 있다. 은색의 세로 줄무늬가 전면에 나타나 있는 토호잔(兎毫盞＝禾天目), 수면에 기름방울이 떠 있는 듯한 은색의 작은 반문(斑紋)이 보이는 유적천목(油滴天目), 또는 무지개와 같이 빛나는 결정군(結晶群)이 유적(油滴)과 함께 나타나 보이는 요변천목(曜變天目) 등은 가마(窯) 속에서 우연히 생긴 현상으로서 소위 요변(窯變)인데 역시 송자(宋磁)의 일면을 잘 보여준다. 또한 장시성 길주요(吉州窯)에서도 젠야오와 닮은 천목(天目) 찻잔이 많이 만들어졌는데 여기서는 이중 입히기 수법으로 문양을 만든 대피잔(玳皮盞)이라고 불리는 것이 특징적인 것이다. 또 목엽천목(木葉天目)이라 불리는 나뭇잎(木葉)을 응용한 것도 진귀한 의장의 천목 찻잔으로서 알려져 있다.
당시 송대의 도자기로서 실투백유(失透白釉)를 사용한 균요(均窯)가 있다. 이것은 화북 일대에서 생산된 것으로 홍자(紅紫)의 반문(斑紋)이 보이는 화려한 것이다. 또한 자주요(磁州窯) 스타일의 백유(白釉)의 공기(碗)에 적색과 초록색의 덧그림 유약으로 그림을 그려 넣은 송적화(宋赤畵)라고 하는 것도 있는데 이것은 후일 오채(五彩＝赤畵)의 선구(先驅)로서 주목받는다. 또한 허난 지방에서 만들어진 흑유자(黑釉磁), 소위 허난천목(河南天目)도 갖가지 수법을 사용한 것이 있어, 짜여진 기형(器形)과 함께 송자의 특색을 잘 나타낸 것이 많다.

### 원-청

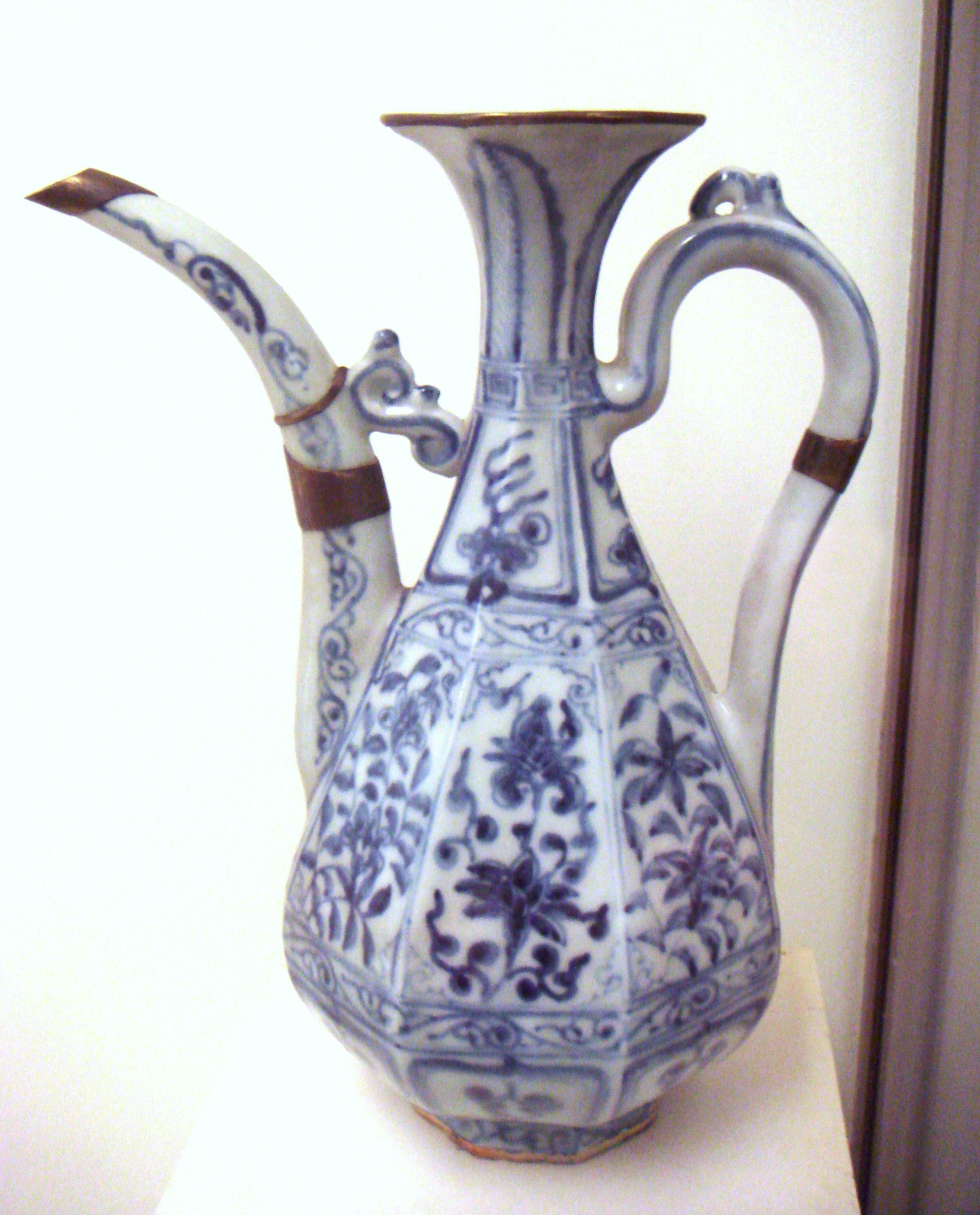
초기의 청화. 1335년 경.

14세기경 원나라 시대에 이르면, 도자기에 있어서 당송(唐宋)의 변화보다도 더욱 큰 근본적인 변동이 엿보인다. 기형에 관해서 본다면, 그것은 예리한 이상적인 형태에서 안정된 실용적인 형태로 변화를 일으켰다. 기면 장식에서도 한 가지 유약을 쓴 자기에서 백자 기면)을 청색과 적색의 문양으로 장식한 청화(靑花＝靑畵白磁)·오채(五彩＝赤畵)의 유행으로 변하였다. 그리고 송대에 백자요(白磁窯)로서 두각을 나타낸 정더전요(景德鎭窯)가 원대에 급격하게 성장하여 그 번영으로써 다른 요(窯)는 그 자취를 감추고 말았다.
청화(靑花)의 수법은 백자 유약 아래에 코발트 안료로 문양을 그리는 단순한 것으로서 환원염소성(歡元焰燒成)에 의해서 백지(白地)에 아름다운 청색의 문양이 나타난다. 그것은 음식기(飮食器)에 알맞는 청결한 인상을 주기 때문에, 두고 두고 세계에 보급되어 현대에까지 미치고 있다. 그 기원은 아직 밝혀지지 않았으나 혹시 서방 이슬람 제국으로부터 수입된 기법이 아닌가 말해지고 있다. 또 원나라의 청화(靑花)는 짙은 청색으로 복잡한 문양을 나타낸 것이 많고 역감(力感)에 충만되어 있어, 청화를 대표하는 것으로서 세계적으로 진중되고 있다.
명나라 시대에 이르러 청화의 수법은 더한층 세련되어, 영락·선덕 시대에는 백옥(白玉)과 같은 아름다운 도면(陶面)에 깊이 있는 청색문양을 나타낸 정교한 청화가 만들어졌다. 성화 시대에는 엷은 색조의 청화가 유행되었다고 하는데, 가정 시대에는 새로이 서방에서 수입된 '회청(回靑)'이라 불리는 코발트를 사용한 화려한 청화가 많이 제작되었다. 만력 이후, 작풍은 거칠어져 고청화(古靑畵), 남경청화(南京靑畵) 등의 조제된 청화가 양산되었다. 청조에는 관요(官窯)에서 정교하고 치밀한 장식의 청화가 제작되었으나 그 색조는 차고 딱딱하여 옛날의 모습은 찾을 길이 없다.

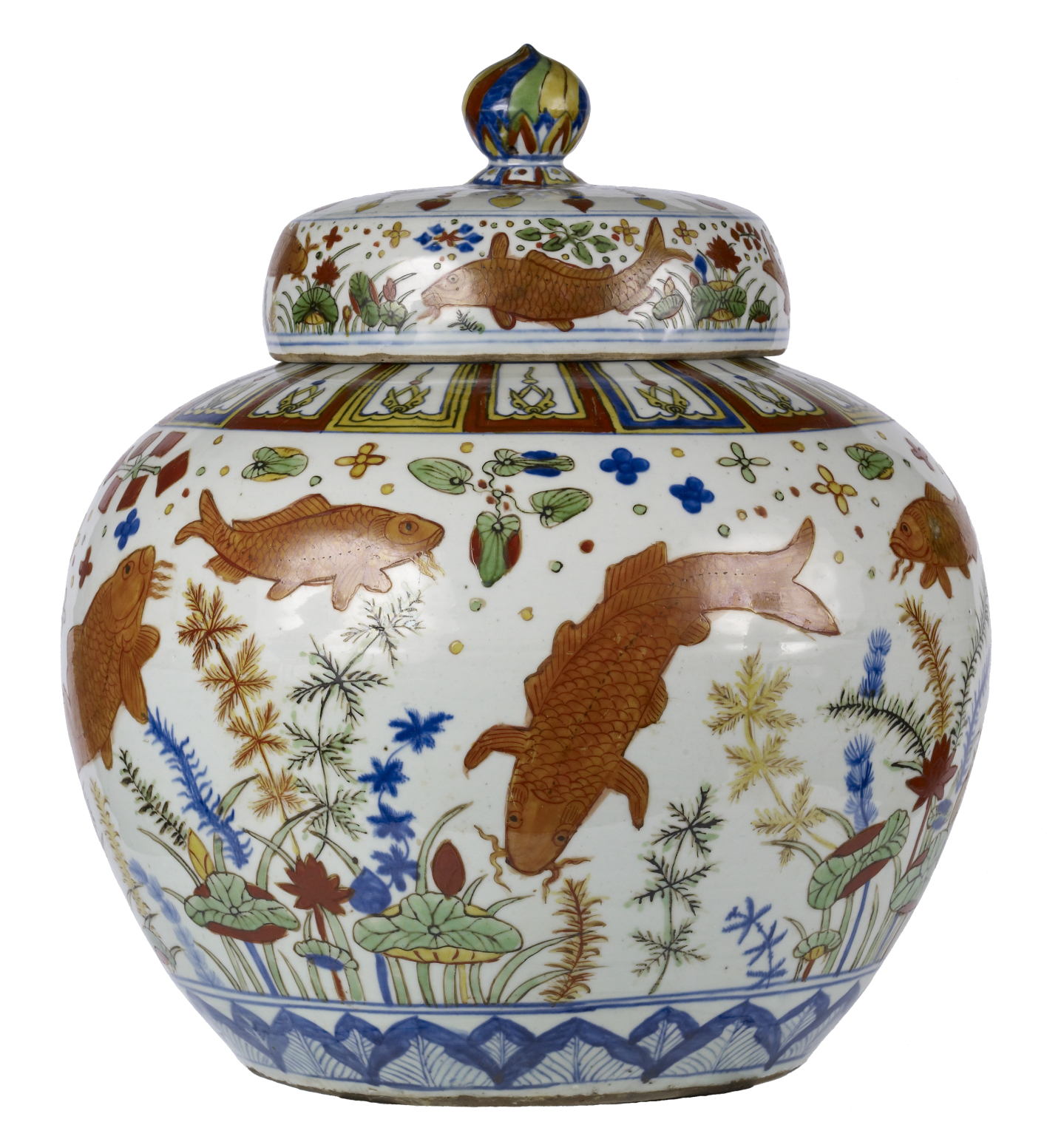
명 시대의 오채 자기

원나라 말기에서 명나라 초기에는, 백자의 표면에 적색·녹색·황색 등의 덧그림 물감으로 문양을 구워낸 오채(五彩＝赤畵)가 등장하여 점차 성장해 갔다. 그리고 이것은 명나라 중기에 이르러 완성되어, 청화를 제치고 유행하기에 이르렀다. 초기의 오채(五彩)는 농밀하고 수려한 채색이 전면적으로 베풀어져, 개중에는 금채(金彩)를 가하여 '금란수(金瀾手)'라고 부르는 것도 있다. 금란수의 최성기는 가정 시대라고 하지만, 오채의 최성기도 거의 동시기로서 만력 시대에 이르면 극도의 난숙함에서 퇴폐로 기울어 마침내 명나라 말기에는 분방하고 조잡한 오채가 양산되기에 이르렀다.

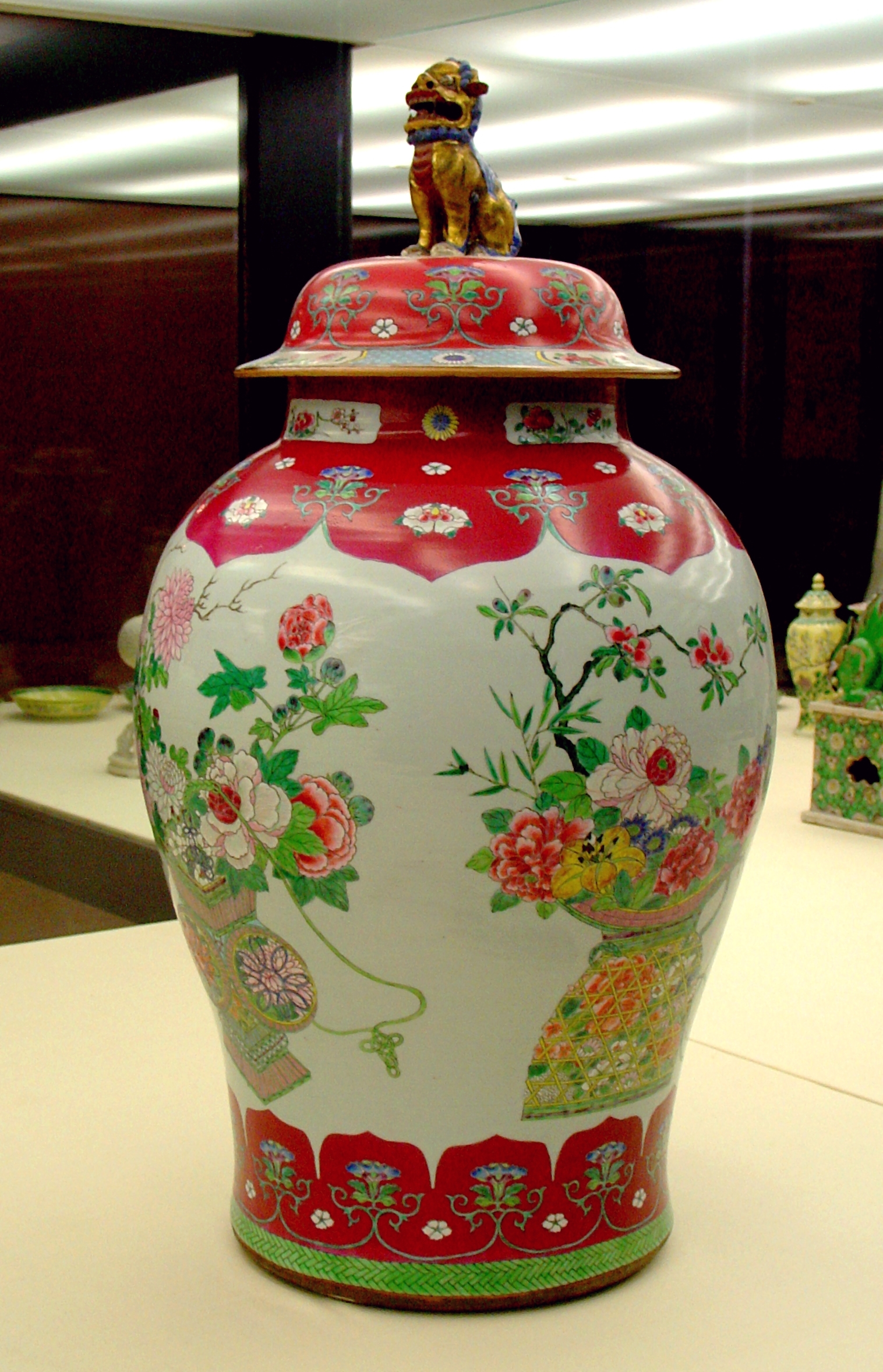
청 시대의 오채 자기

청나라 시대의 도자기는 징더전(景德鎭)에 설치된 관요, 즉 어기창(御器廠)의 제품이 대표적인 것이다. 이는 모든 점에서 정교하고 치말한 것으로서 기술적인 점에서는 극치라 할 만큼 정교한 것인데 특히 강희·옹정·건륭 3대의 어기창 제품은 전형적인 것이라 할 수 있다. 강희 시대에는 청화(靑花)·오채(五彩)가 가장 뛰어난 것이며, 또 '낭요(朗窯)'라 불리는 동정색(銅呈色)의 홍유자(紅釉磁)가 특징적이다. 옹정 시대에는 오채의 일종으로 담색조(淡色調)를 살린 두채(豆彩)가 존중되고, 불투명한 덧그림 물감으로 치밀한 문양을 나타낸 '분채(粉彩)'가 크게 발달하였다. 보통 고월헌(古月軒)이라 부르는 분채는 옹정에서 건륭 시대에 걸쳐 제작된 기교의 극치이라고도 할 수 있는 분채(粉彩)로서 일종의 전아(典雅)한 풍취(風趣)가 있어 진품(珍品) 취급을 받고 있다. 건륭 시대에는 전면을 도화용(陶畵用) 물감으로 담뿍 칠한 협채(夾彩)라 불리는 일종의 분채(粉彩)가 출현하였고, 청자나 백자 등으로 옛 송나라와 명나라의 작풍을 모방하는 일도 성행되었다. 이 동안에 새로운 갖가지의 유법(釉法)이 개발되어 기법상으로는 도예의 정점에 달한 듯이 보였으나 기술의 편중은 결국 목죽·금속·칠기 등까지 도자기를 모방하는 방향으로 진행되었다. 청나라 말기의 동란의 시대에 징더전은 크게 타격을 입어 그후 오랫동안 재기하지 못하였다.

## 조각
중국 미술에서 조소 분야를 살펴보면, 은과 주에서 한·위·진에 걸친 공예 감각이 앞선 청동기(靑銅器)나 회화적인 표현 형식을 가진 화상석(畵像石) 등의 조소가 만들어진 시기와, 인도에서 발상한 불교 미술, 그 중에서도 불교 조각이 5호16국 시대에 서역의 사막 지대를 넘어 전래된 후, 북위·남북조·수·당·오대·송에 걸쳐서 허다한 유품을 창조한 시기로 구분될 수 있다. 물론 포교의 한 부분으로서 불교뿐만 아니라 중국 고유의 유교나 도교에도 미술 활동이 있고 유물도 적으나마 전하나, 불교 미술의 영향을 받고 만들어진 것들이었다. 불상의 표현 형식을 시대순에 따라 고찰하면 중국 남북의 지역이나 그 왕조의 성격이 소위 시대 양식이나 지역 양식으로 변천되었다. 더욱이 인도나 서역의 불상 양식이 부단히 자극을 주었고, 그것을 중국인의 미의식을 통하여 수용해서 독자적인 미술 양식을 만들어 내어 한국, 일본 등 동아시아 지역의 각지에 영향을 주었다.

### 선사 시대
황하 유역 농경민의 조소 활동의 시작은 양사오 문화가운데서 볼 수 있는 채도상(彩陶像)과 석조 유물로, 마치 인더스 문명이나 메소포타미아 문명의 조소(彫塑), 즉 찰흙을 반죽하여 만든 지모신(地母神)·토우(土偶) 등을 연상케 한다. 더욱이 이런 것들은 호부(護符)나 지모신상(地母神像)보다는 물의 신앙에 연유된 인면사신(人面蛇神)이나 사자(死者)의 재생을 비유한 누에로 된 소박한 유물으로 남아 있다. 그 어느 것이나 황하 농경 지대에 거주한 주민의 생활 감정의 구현물이었다.

### 은주의 청동기

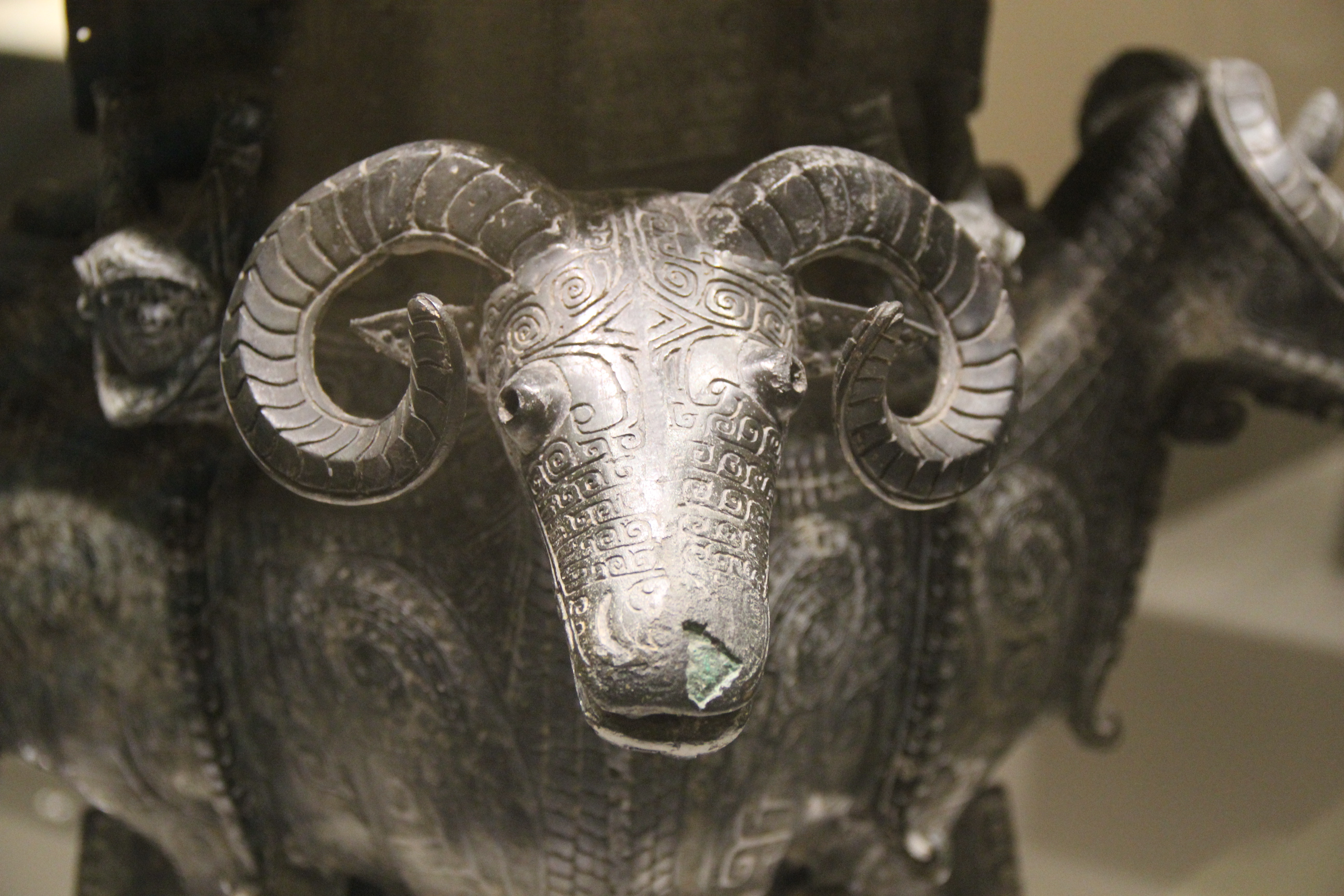
양 머리가 달린 준(尊). 상 후기.

은과 주의 청동기 시대에 들어서면 기형과 장식이 복잡한 동기(銅器)가 갑자기 만들어지고, 한족의 미의식과 창조활동이 극히 승화(昇華)된 형태로 발휘되었다. 이 중에서 물소 모양의 준(尊), 양 모양의 준 등이 만들어졌다. 은나라와 주나라의 사람들이 이러한 형상의 동물을 기형(器形) 속에 교묘히 옮겨 넣어 엄격하고 장중한 형식으로 표현하게끔 된 데에는 소니(塑泥)로 제작해 온 오랜 역사가 있었던 점과 제사 희생에 사용한 동물에 대한 특별한 관심이 있었음을 예상케 한다.

### 전국 시대의 명기

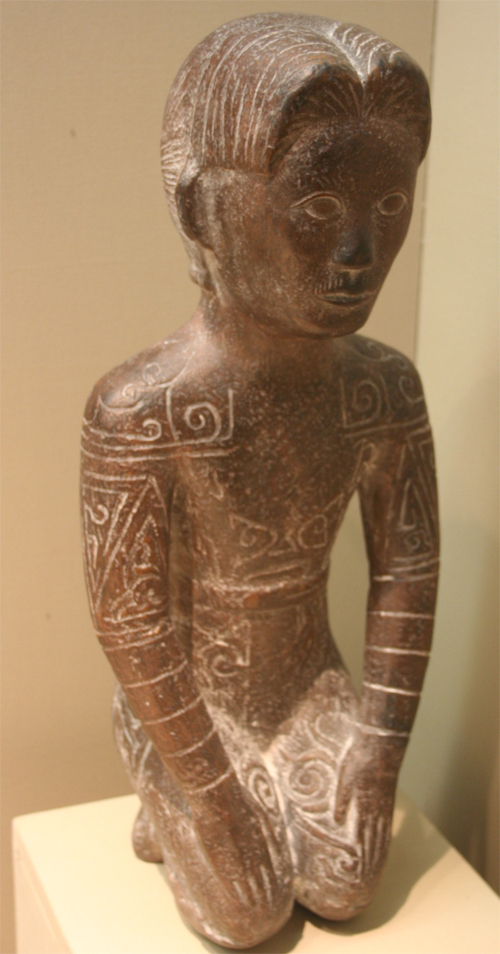
월의 인물상. 전국 시대.

전국 시대에 들어서는 무덤 속에 부장된 명기(明器)에 흑도 무용상(舞踊像)이나 청동 인물상, 은제 호인상(胡人像) 등의 작은 크기의 작품이 다수 제작되어서, 인물 모양의 조형 감각이나 표현 형식에 은주 시대 동기(銅器)의 동물 표현과는 상당히 다른 점이 있음을 알 수 있다. 장사 전국묘(戰國墓)의 목용(木俑)과 휘현의 흑도용(黑陶俑)의 인물 표현은 대량 생산을 엿보이게 하는 단순하고 힘찬 형태를 보인다. 호인상(胡人像)과 청동 인물상에는 한족의 전통적 미의식과는 상이한 이국의 풍속·표정 등에 대한 관심이 나타나 있고 조형감각도 달리 되어 있다.

### 한

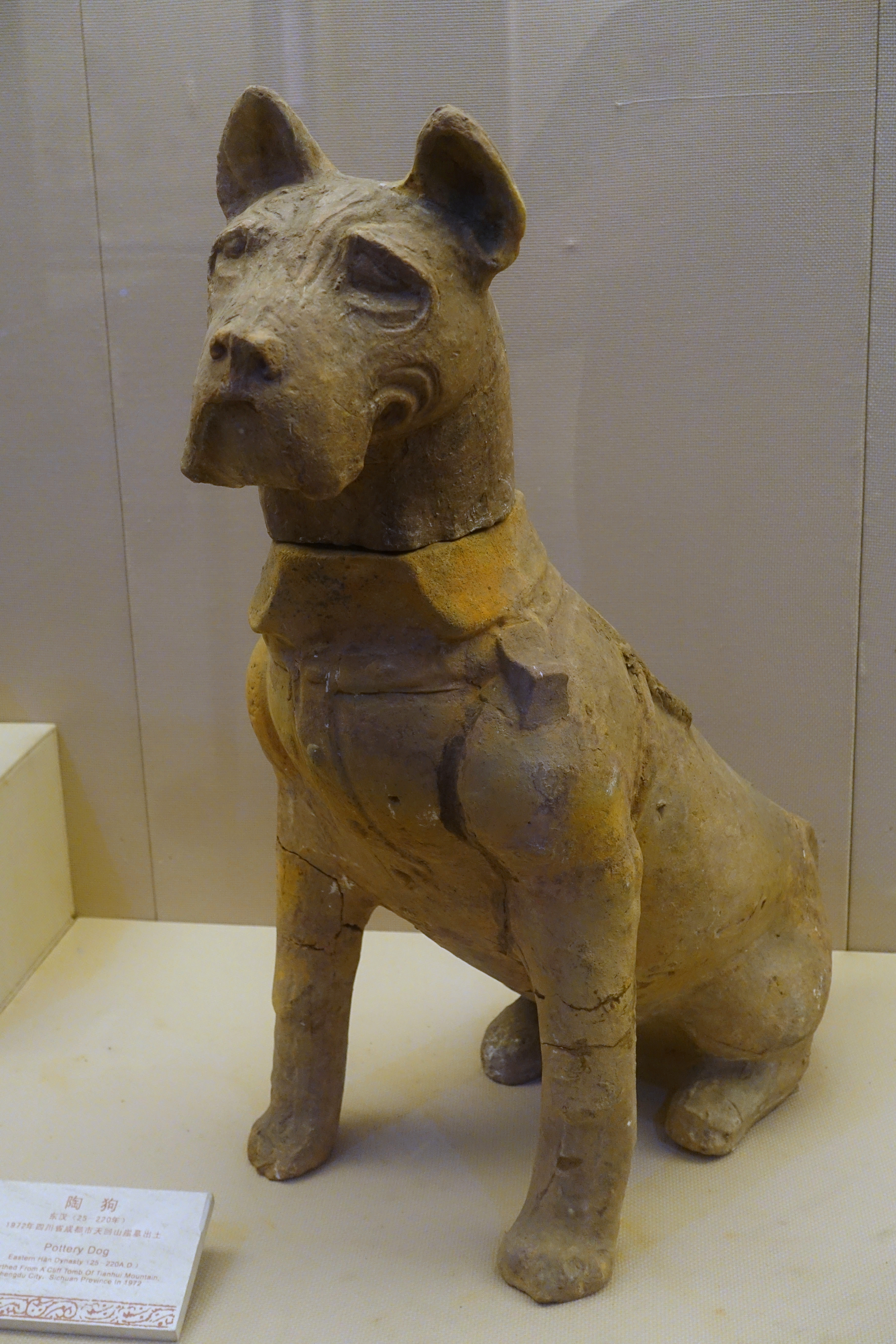
후한 시대의 부장품. 청두 출토.

한나라 시대에 접어들면 무제의 서역 원정과 흉노 문화와의 교섭을 통해 서방문화와 기예(技藝)가 유입되었다. 인물·동물을 사실적으로 관찰하여 종래의 전통적인 한족의 미의식에 적합한 조형화가 행하여진 시대로서, 장식(裝飾)과 의장(意匠)에 공상수(空想獸)·신선(神仙)·운기문(雲氣紋)·반리문 등의 유동감이 넘치는 무늬가 자유롭고 활달하게 표현되는 한편 곽거병 무덤에 부장된 석조 동물과 도용(陶俑) 등의 환조 유품이 다수 제작되었다. 한나라에 이르러 한족의 그때까지의 오랜 전통을 집대성한 조소의 양식이나 기법이 완성되어, 위진시대로 계승되어 갔다.

### 불교 조각 유입
불교 미술의 전혀 새로운 조형 감각과 표현 기법, 미의식은 서역 유사(流沙) 지방의 도시, 또는 스텝로드를 통하여서 중국의 북쪽 변경 지역으로 유입되었다. 중국으로의 불교가 전해진 것은 후한의 명제나 환제 때라고 전해지나 불상의 유입과 유품의 존재는 오호 십육국 시대라고 하여도 무방하다. 황하 북쪽 변경의 쑤이위안 지방에는 유목 기마 민족인 흉노·선비 등이 세력을 펴서 북시베리아의 스키타이 양식을 농후하게 반영한 청동기 문화를 발달시켰으며  그 유물 중에는 소금동불상(小金銅佛像)이 남아 있다. 후에 북위를 세운 선비족인 척발(拓跋)은 쑤이위안의 바오터우에 있으며 불교를 수용했다고 여겨지며, 또한 5호16국의 후조(後趙)·북량(北凉)·전진(前秦)의 여러 왕들이 서역에서 호인 승려를 국사(國師)로서 초빙하여 사찰을 짓고 불상을 만들었다. 기원전 338년의 금동불좌상, 산시성 싼위안현 출토의 금동보살입상, 윈스롭 컬렉션의 고식금동불좌상 등이 그 일례이다.

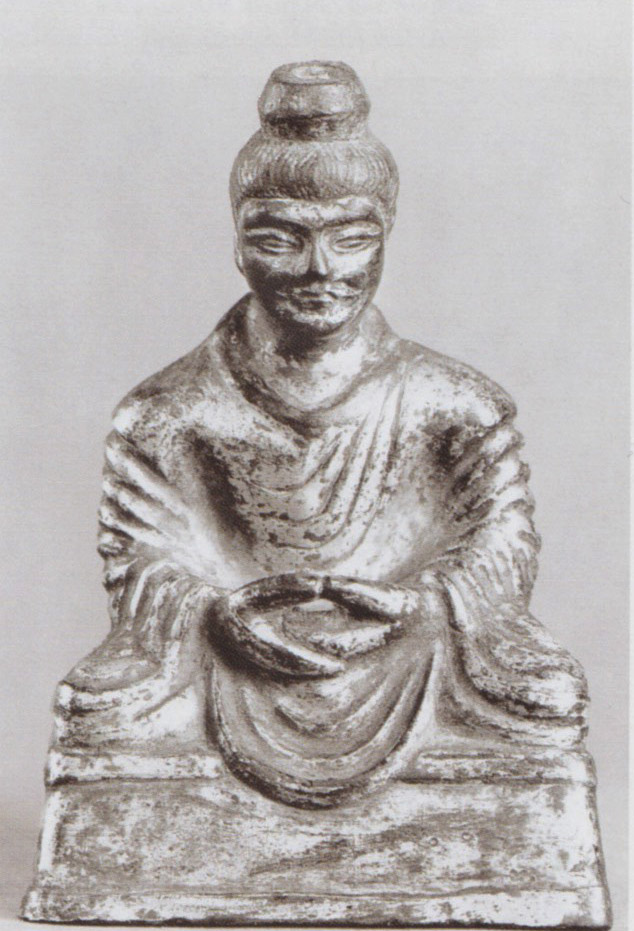
부처 좌상. 오호 십육국 시대. 4세기 초기. 도쿄 국립박물관 소장.

이러한 고식 금동불상(古式金銅佛像)의 특색은 산시성 출토의 보살 입상에서 볼 수 있듯이 간다라에서 출토된 청색 편암제(片岩製) 보살입상을 그대로 모사한 듯한 양식과 감각을 지니고 있다는 점에 있다. 표정·수염·영락(瓔珞)·완천(腕釧)의 형식, 옷주름의 표현, 샌들을 신은 발의 조형까지 북서(北西) 인도의 기원 2세기경의 작품과 닮았다. 윈스롭 컬렉션의 고식 불좌상(古式佛坐像)도 얼굴의 모양, 통견(通肩)한 법의(法衣)의 형식이나 옷주름의 표현 등이, 역시 간다라 불좌상(佛坐像)을 모방한 소금동불(小金銅佛)의 하나로 인도의 강승회(康僧會), 강거(康居)의 강승개(康僧鎧), 월지(月氏)의 축법호(竺法護), 불도징(佛圖澄) 등이 전래한 불상의 전형이라 생각하여도 무방하다.
명문이 있는 것으로서 중국에서 가장 오래된 건무 4년 불좌상에서는 납의(衲衣)의 주름 표현이 가슴께에서부터 밖으로 흘러내리는 원호중문식(圓弧重文式) 표현으로 간다라 불상의 법의 형식이라기보다는 더 시대가 경과한 굽타 왕조의 마투라 불상에 나타나는 옷주름의 형식화를 연상케 한다. 이러한 옷주름의 표현은 소금동불(小金銅佛)의 계보 중에서 437년(원가 14년) 불좌상과 원가(元嘉) 28년 유국지(劉國之)의 상, 다시 443년(태평진군 4년) 불입상(佛立像) 등의 작품으로 전개된다. 그밖에 거대한 석조상으로서 허베이(河北省) 청래환씨(請來桓氏) 일족의 불입상이 4세기 말년에 조립되고 또한 금동소불(金銅小佛)을 그대로 석조로 옮긴 작품도 출현하게 되었다.

### 남북조 시대
진 왕조의 남도(南渡)는 남이(南夷)·만족(蠻族)의 거주지였던 장강 유역 일대에 한족 문화의 유입을 가져와, 문화의 양상을 일변시켰으며 마침내 거기에 유송(劉宋)의 불상 조각을 남기고, 남조계의 미술 전통을 성립시켰다. 한편, 북방 유목민의 화북 침입에 부수되어 황하 이남에까지 불교 미술이 도입되어 황하 유역에 축적되어 있던 부를 수탈함과 동시에 그 일시적 소비형 식으로 불교 미술품의 제작이 행해졌다. 그 대표적인 예가 북위의 윈강 석굴의 개착이었다. 이미 4세기 중엽에 둔황 천불동의 개착이 시작되었으나 북위가 건국된 무렵으로부터 양주 남쪽 천제산 석굴(天梯山石窟), 란저우의 병령사 석굴(炳靈寺石窟), 타이저우의 맥적산 석굴(麥積山石窟) 등이 계속 조영되었다.

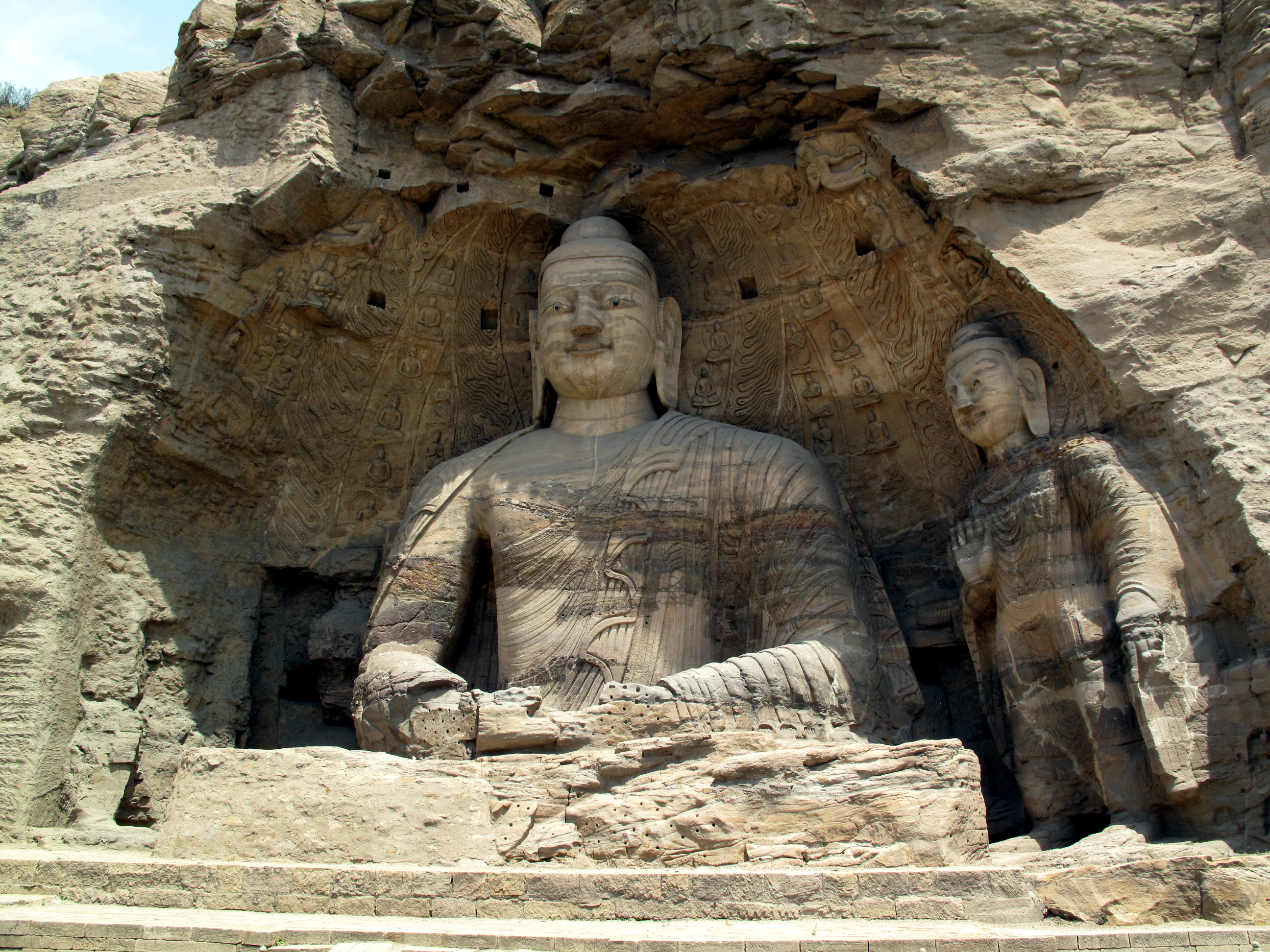
원강 석굴 좌상. 제20동. 북위 시대.

문성제는 담요(曇曜)라는 승려을 등용하여 왕도인 평성(平城＝大同) 서쪽에 있는 무주새(武州塞)의 마애벽(摩崖壁)에 도무제(道武帝)로부터 문성제(文成帝) 자신을 포함한 다섯 명의 황제를 위해 윈강담요오굴(雲崗曇曜五窟：석굴번호 제16동에서 제20동까지)의 건립을 시작하였다. 14∼17m의 좌상·입상의 조형은 불상의 아이코노그패피(軌儀：iconography)에 의해 표현되고 있는데, 눈을 크게 뜨고, 단정히 높은 코와 입술이 두꺼운 건장한 모습을 지닌 표정은 확실히 척발족의 미의식의 조형화이었다. 담요오굴(曇曜五窟)의 대석불의 옷주름의 형식과 조형 감각에서는 간다라 양식이나 굽타 시대 마투라 양식이 나타난다.

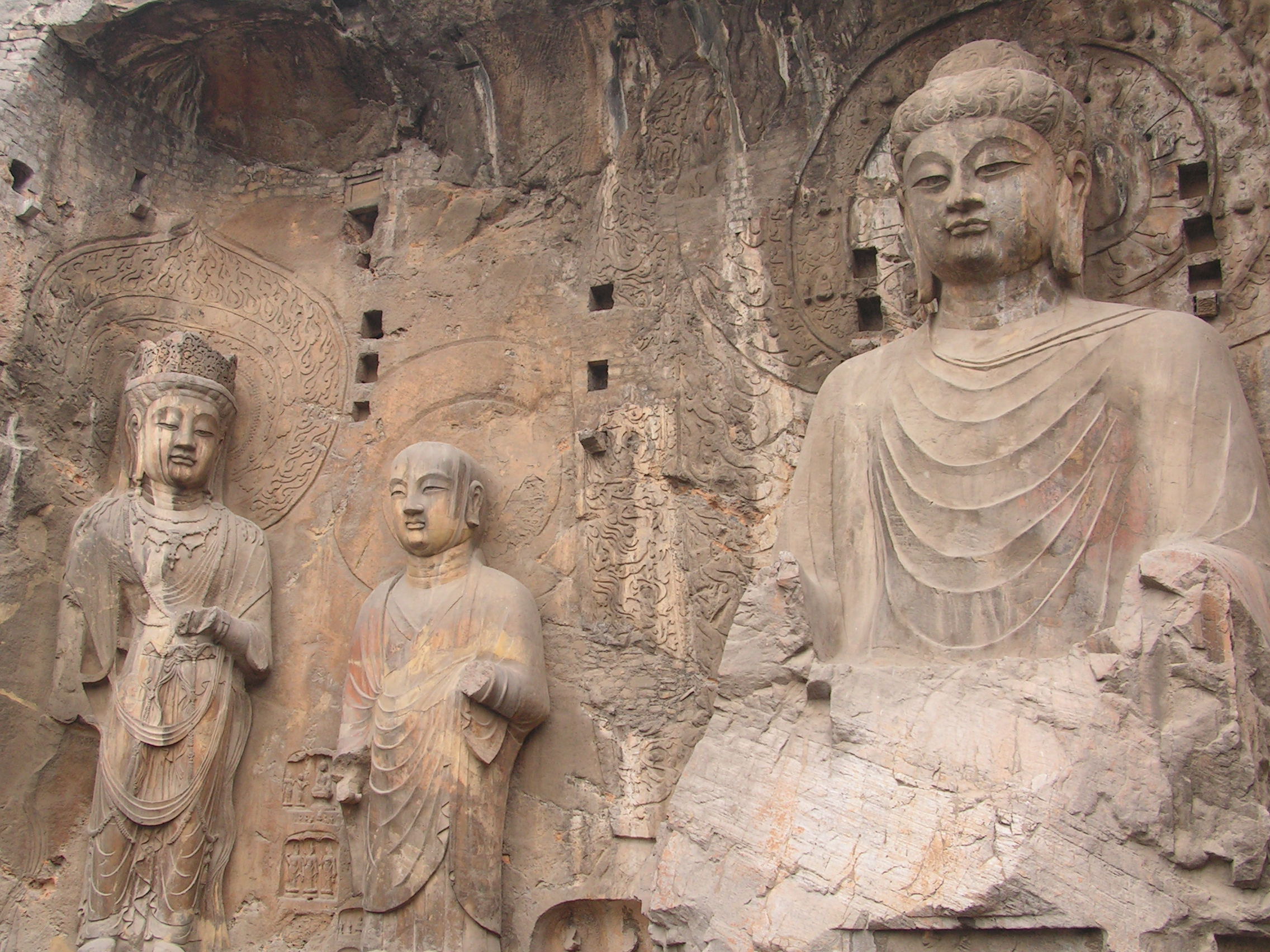
룽먼 석굴. 북위 시대.

효문제 493년 평성(平城)에서 남하하여 뤄양으로 도읍을 옮기었다. 황제의 한화 정책(漢化政策)이 진행되는 가운데 불상 조성도 계속되어, 뤄양의 성내는 물론, 남쪽 교외인 이수이의 마애벽룡문(磨崖壁龍門)에 석굴사(石窟寺)가 계속 개착되었다. 룽먼 석굴의 석상은 윈강 석굴 후기의 양식을 취하면서 또한 한족의 미의식에 적합한 양식을 나타내고 있다. 여기서는 얼굴이나 몸도 세장형(細長形)으로 화사하게 되고 이목구비가 예리하고 강하게 조각되었고 옷주름의 면 구성은 편평하며 두꺼운 의상의 질감에 알맞은 병행유동선(竝行流動線)으로 여러 줄로 예리하게 표현된다. 특히 좌상 무릎에서 대좌(台座)에 늘어뜨려진 치맛단(裳先)이 장식적인 의문 주름을 보여서 좌우로 펼쳐지는 상현좌형식(裳懸座形式)을 볼 수 있다.

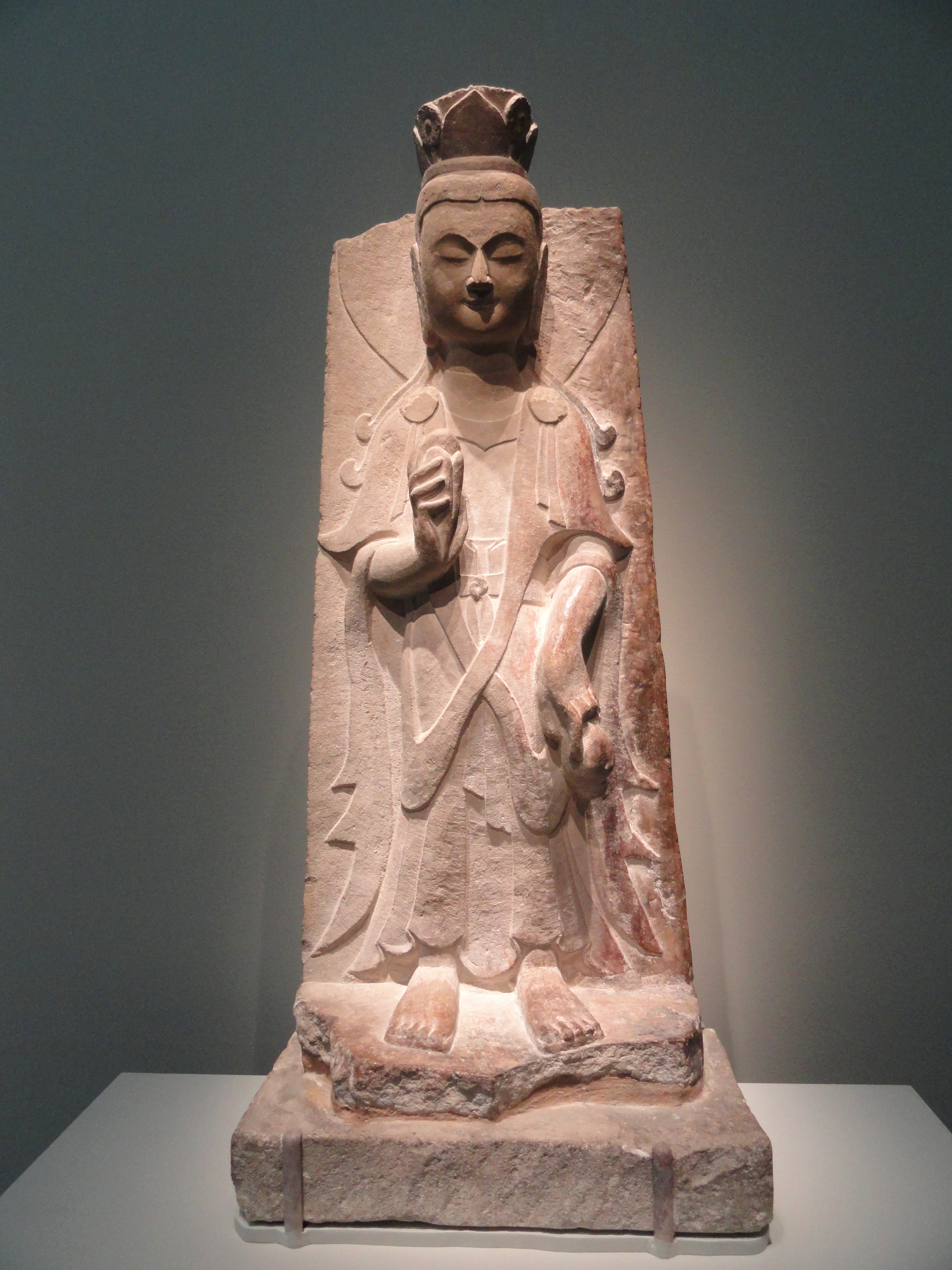
공현 석굴 보살 입상. 북위 시대.

북위의 석굴로 유명한 것에는 선무제의 칙명으로 505년(正始2)에서 20여년 걸려서 만들어진 빈양동(賓陽洞)의 불상, 또한 벽면 일부를 장식하는 제왕후비(帝王后妃)들의 공양 행렬을 소재로 한 부조 군상, 연화동(蓮華洞)의 불상 등을 들 수 있다. 북위 후반의 소위 이런 룽먼 양식은 당시 조상 전체에 영향을 주어 이 양식의 석조상(石彫像), 금동 불상이 허다히 제작되었다고 생각된다. 허난성의 공현 석굴(鞏縣石窟)도 룽먼 양식을 답습하여 북위 후반기에 만들어진 유적인데 강도가 다소간 무른 사암 탓인지 유연한 조형 감각이 보여, 룽먼의 불상과는 좀 상이한 바가 있다. 제2·제3동에 귀인(貴人) 공양 행렬의 부조 군상(群像)이 만들어져 있는데, 룽먼의 예보다 조형이 복스럽고 귀여운 표정으로 표현되어 있다.
북위는 535년 장안에 도읍한 서위와 업에 근거를 둔 동위로 분열되고, 뤄양은 이미 문화의 중심 무대로서의 지위를 상실하여 룽먼 석굴의 조영도 일단락을 고하였다. 동위와 서위의 불상 양식은 룽먼 양식을 답습하고 있으나 한층 정미세련(整美洗練)된 작풍을 나타내고 있다. 550년 동위로부터 북제가 557년 서위로부터 북주가 제위를 뺏고 왕조를 빼앗자 미술의 새로운 양식인 제주양식(齊周樣式)은 전성기에 들어갔다. 도쿄 국립박물관 소장의 높이 340cm의 연화형(蓮華型) 후광을 가진 보살 입상은 552년 장자현령(長子縣令) 위만(魏蠻)이 건립한 유품이다. 온건하고 온화한 표정이나 옷주름이 얕고 유동감이 있는 조형은 북위 룽먼 양식에서 벗어난 것이 엿보이며, 북제 초기의 대표적 예의 하나이다. 산둥(山東)에서 허베이(河北)에 걸쳐, 이즈음에 백옥제(白玉製)의 나형 반가 사유 보살상(裸形半跏思惟菩薩像)이 제작되어 있으나, 그것들은 자태의 파악에 관심이 베풀어지고, 옷주름과 면의 기복이 작은, 온건한 조형이 특색이라 하겠다.

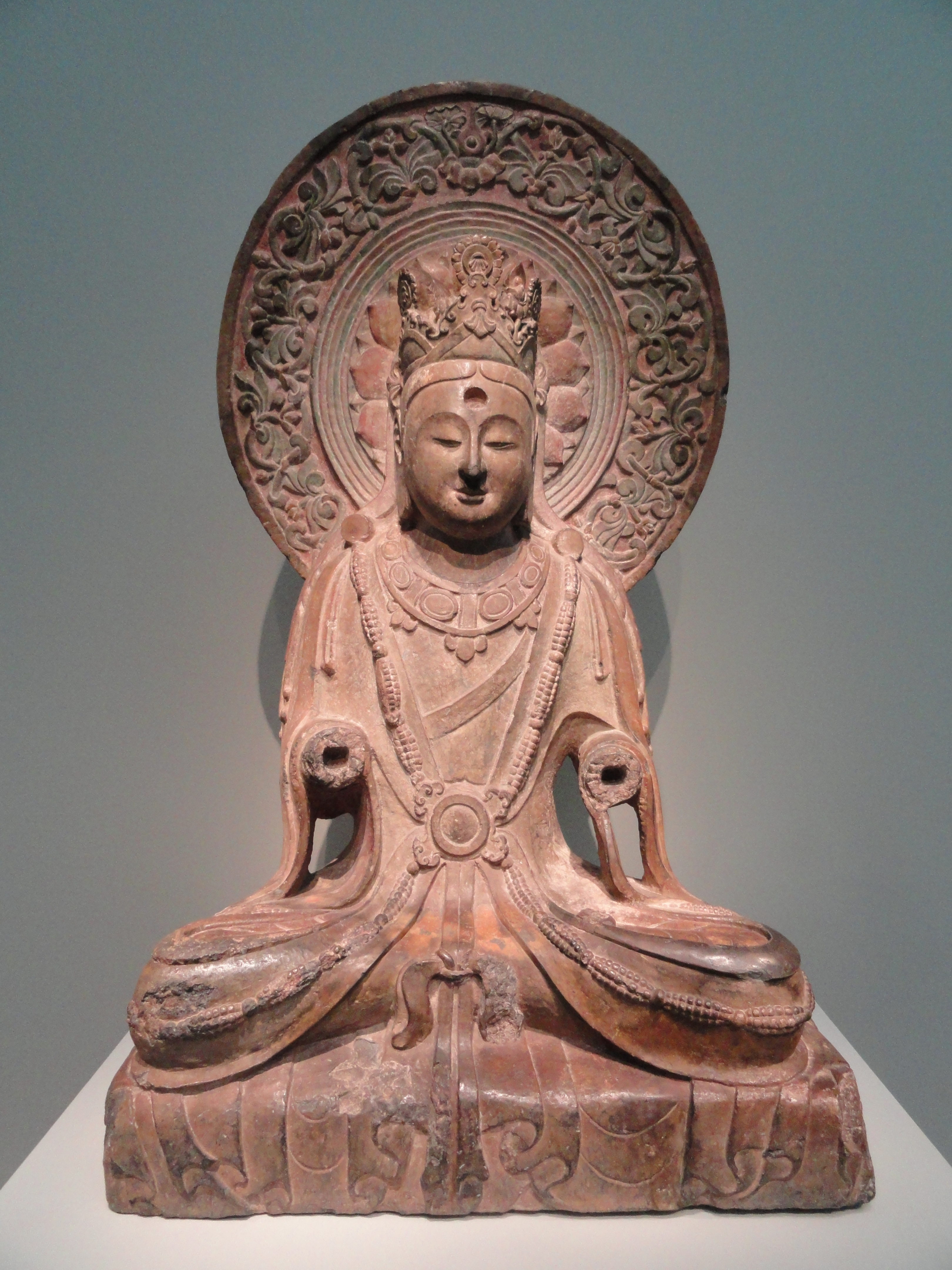
샹탕산 석굴 보살 좌상. 북제 시대.

북제 시대의 석굴로서 대표적인 예로 타이위안에 가까운 톈룽산 석굴(天龍山石窟)과 허베이과 허난에 걸쳐 있는 샹탕산 석굴이 이에 해당한다. 톈룽산 석굴은 동위 때부터 개착이 시작되어 그 제10동, 제16동의 여러 불상은 북제 양식을 완성하고 있다. 거기서는 인간의 육체를 극단적으로 무시한 룽먼 양식의 형이상학적인 미(美)가 사실적인 육체와 그 잔잔하고 유연한 미에 자리를 양보하여, 얇은 옷주름 밑에 육체가 의식되고 주름도 얕아 눈에 띄지 않았다. 샹탕산 석불상의 조형표현에는 보관·장신구 등의 세부의장이 자세하게 조각되어, 육체는 블록 형태의 실체로서 관조, 파악되어 풍만한 육체미를 보이고 있음이 특색이다. 이런 관점에서 본다면 인도의 굽타 왕조에서 완성된 얇은 납의(衲衣)를 통하여 육체를 표현하는 조형 표현이 6세기에는 이미 중국에 도입되어 있었음을 알 수 있다.

### 수

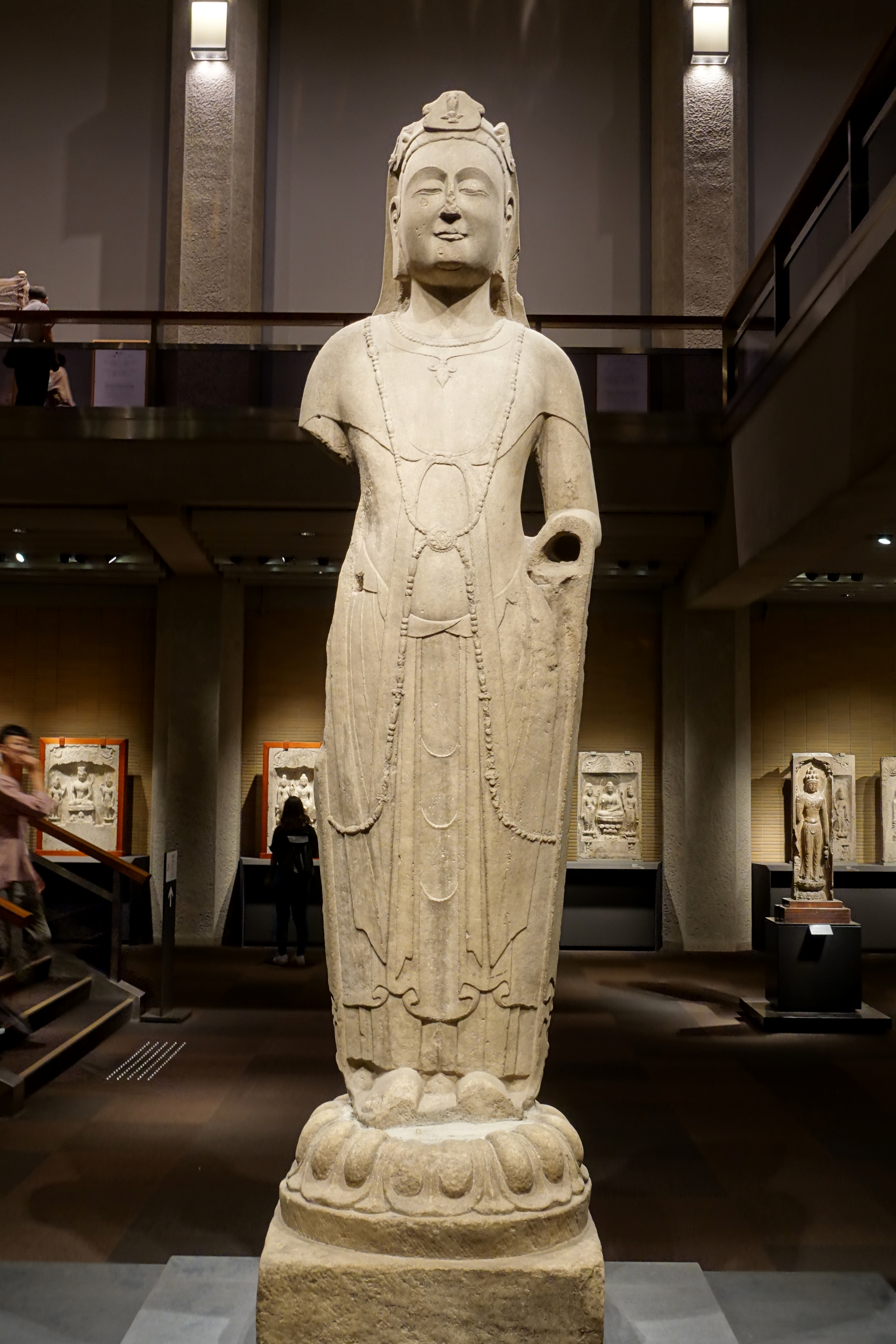
관음 입상. 수 시대. 도쿄 국립박물관 소장.

북위에서 시작된 대규모 불상 조성 사업은 유목기마민족이 재래(齋來)케 한 북서 인도와 중앙아시아의 쿠샨 왕조의 미술과 서역 호족(胡族)의 미의식을 혼재시켜 만든 양식을 본으로 하여, 거기에 한족의 미의식과 조형 이념을 기조로 하여 추진되었다. 한족이 추상화를 자유로이 다루는 경향에서 신선과 도자(道者)·현인(賢人)의 이상적인 육체를 화사하게 만들고, 날씬한 몸과 명상적인 표정을 갖는 불상(즉 룽먼 양식)이 선택되었다. 그러나 인도나 서역과의 교통이 오아시스 루트를 통해 빈번해져 구법승(求法僧)의 순례와 유학에 의해 인도 고전 조각의 이상미가 소개되자 그 수용이 행해져, 마침내 제주 양식(齊周樣式)의 완성을 보았다.
이러한 풍조하에 수나라는 남북 중국을 통일하여 581년에 복불(復佛)의 조칙(詔勅)을 발하여 금은·단향·협저(夾紵)·상아제의  106,580구를 새로이 만들고, 한편 101,000체의 옛 불상을 수리하였다. 조불활동은 각지에서 일어나, 이러한 유물이 있는 곳을 열거하면, 룽먼 석굴의 약방동(藥房洞), 빈양남동(賓陽南洞)의 오존상(五尊像), 톈룽산 석굴(天龍山石窟) 제8동 감불군(龕佛群), 산둥성 위한산(玉函山) 불욕사의 불상들, 이두(益都) 원먼산 석굴(雲門山石窟) 제1동·제2동(洞), 타산 석굴(駝山石窟) 제2동·제3동 등이 있다.
이러한 조상(彫像)들의 특색은 풍만하고 당당한 체구로 직사각형의 얼굴이 목의 삼도표현(三道表現) 위에 크게 인상적으로 창출되고 옷주름과 납의(衲衣) 밑의 내의(內衣)의 끈의 매듭이 뚜렷하게 얕은 부조로 정돈되고 표현되어 있는 점에 있다. 보살상·나한상·역사상 등도 원통형의 블록을 기조로 한 육체 표현을 보이고 보관(寶冠)·영락(瓔珞)·천환(釧環)·치마 등이 얇고 세밀히 조각되어 있다. 도쿄 국립박물관 소장의 개황 5년(585년)이라 새겨 있는 관음 입상은 대리석으로 만들어진 높이 305cm의 대상(大像)이며, 온화한 표정과 목에서 몸통, 다시 다리까지의 면구성의 단순한 조형에다가 X자로 교차하는 치마나 영락(瓔珞), 그리고 하의(下衣)의 옷주름을 아름답고 간결하게 표현하여 수나라 시대의 특색을 여지없이 보여주고 있다.

### 당

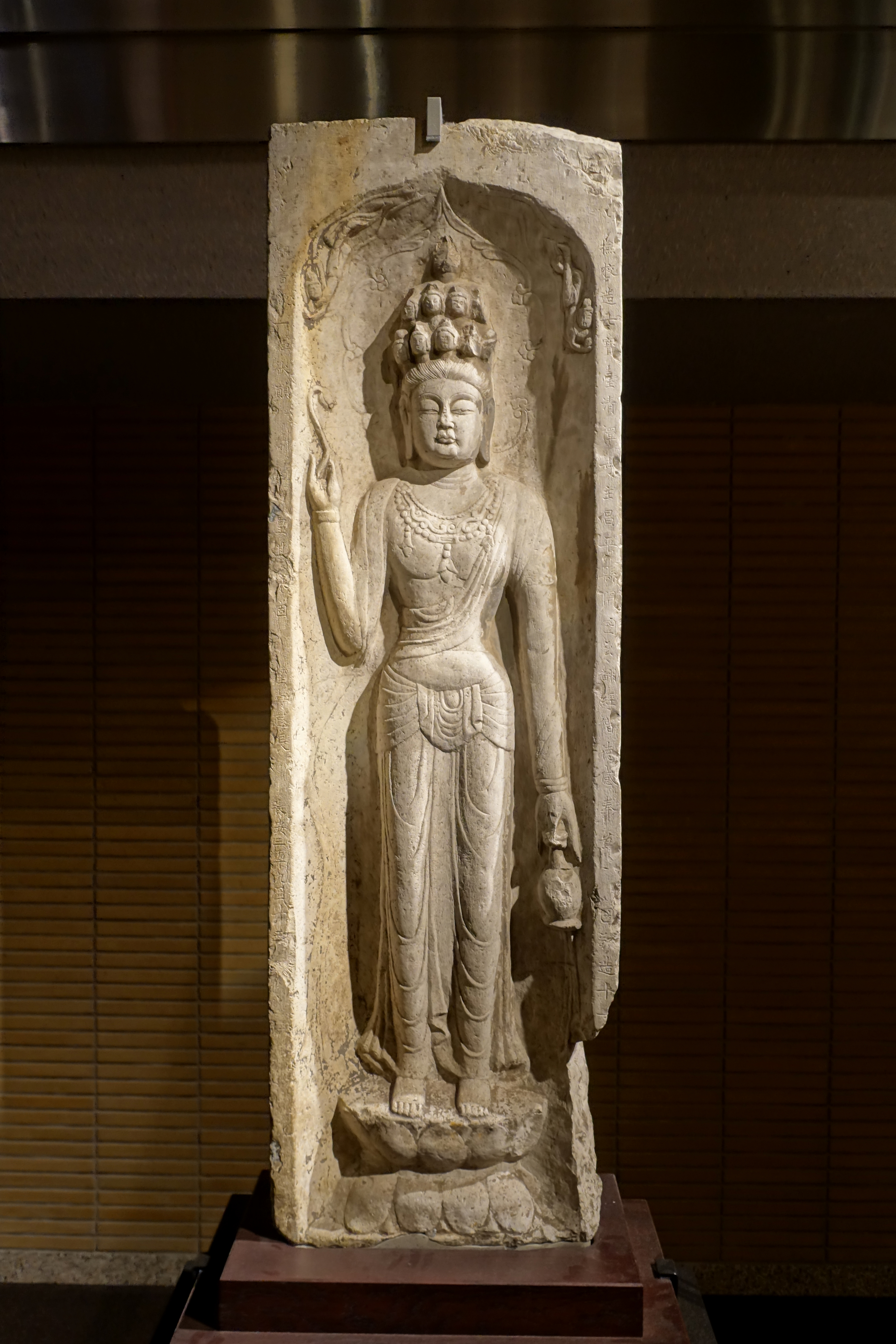
보경사 십일면관음상. 당 시대. 국립 도쿄박물관 소장.

당나라 시대 불상 조성 사업의 질적인 내용에 초당(初唐)·중당(中唐)·만당(晩唐)의 커브가 있어서 중국 고전 조각의 맹아상승기(萌芽上昇期)·완성기·원숙퇴폐기의 세 시기로 구분된다. 당나라 초기는 태종의 정관기(貞觀期)부터 고종의 치세기(治世期)까자의 약 80년으로 서아시아·인도와의 교통도 빈번하며 인도로의 구법승(求法僧)의 내왕도 빈번하였다. 현장이 645년(정관 19년)에 신지식을 가지고 귀환했고, 왕현책(王玄策)도 647년(정관 22년)에 돌아와 당나라 문화가 가진 세계적 성격의 형성을 위해 공헌하였다. 이러한 문화적 기반은 차후 당나라 중기에 개화, 완성되나 정관불(貞觀佛)이라고 불리는 일군의 불상에 굽타의 고전 조각이 강한 영향을 주고 있다. 그 일례로서 장안에서 만들어진 정관 13년 명문이 있는 좌불상(坐佛像)이 있다.
당나라 성기는 측천무후의 치세로부터 현종의 개원·천보까지이다. 측천무후 시대의 걸작은 702년∼703년(장안 2년∼3년)경, 왕도 장안의 광택방(光宅坊) 광택사(光宅寺)에 측천무후가 만든 칠보대 누각(七寶台樓閣)의 내면 벽을 장식하고 후일에 보경사(寶慶寺)로 옮겨져, 보경사 석불로 알려진 약 20점의 작품이 이에 해당된다. 감불(龕佛) 형식의 고부조(高浮彫) 삼존상과 오존상(五尊像), 십일면관음입상(十一面觀音立像) 등으로 되어 있으며, 당나라의 일류 장인들의 손으로 제작된 것이라 생각된다.
룽먼 석굴에서도 서산(西山) 최남단과 동산(東山) 남단의 극남동(極南洞), 뇌고대중동, 간경동(看經洞)의 나한(羅漢) 군상 등이 만들어졌으나, 그 자태에 굽타 왕조의 삼굴법(三屈法)이 도입되어 허리를 틀고 서있는 보살상과 풍만한 육체가 우아한 경향을 나타내고 표현되게끔 되었다. 이 무렵 불상 이외의 조소(彫塑)에 고종 건릉(乾陵)과 무씨순능(武氏順陵)의 묘전석인(墓前石人)이나 석수(石獸) 군상, 그리고 후장(厚葬)의 풍습을 반영하여 무수히 만들어진 삼채(三彩)로 도색된 용(俑)이 있다. 그 어느 것이나 사실을 구사하면서 당 시대의 이상미가 인간, 동물, 공상수(空想獸) 등에서 발휘되고 있다.

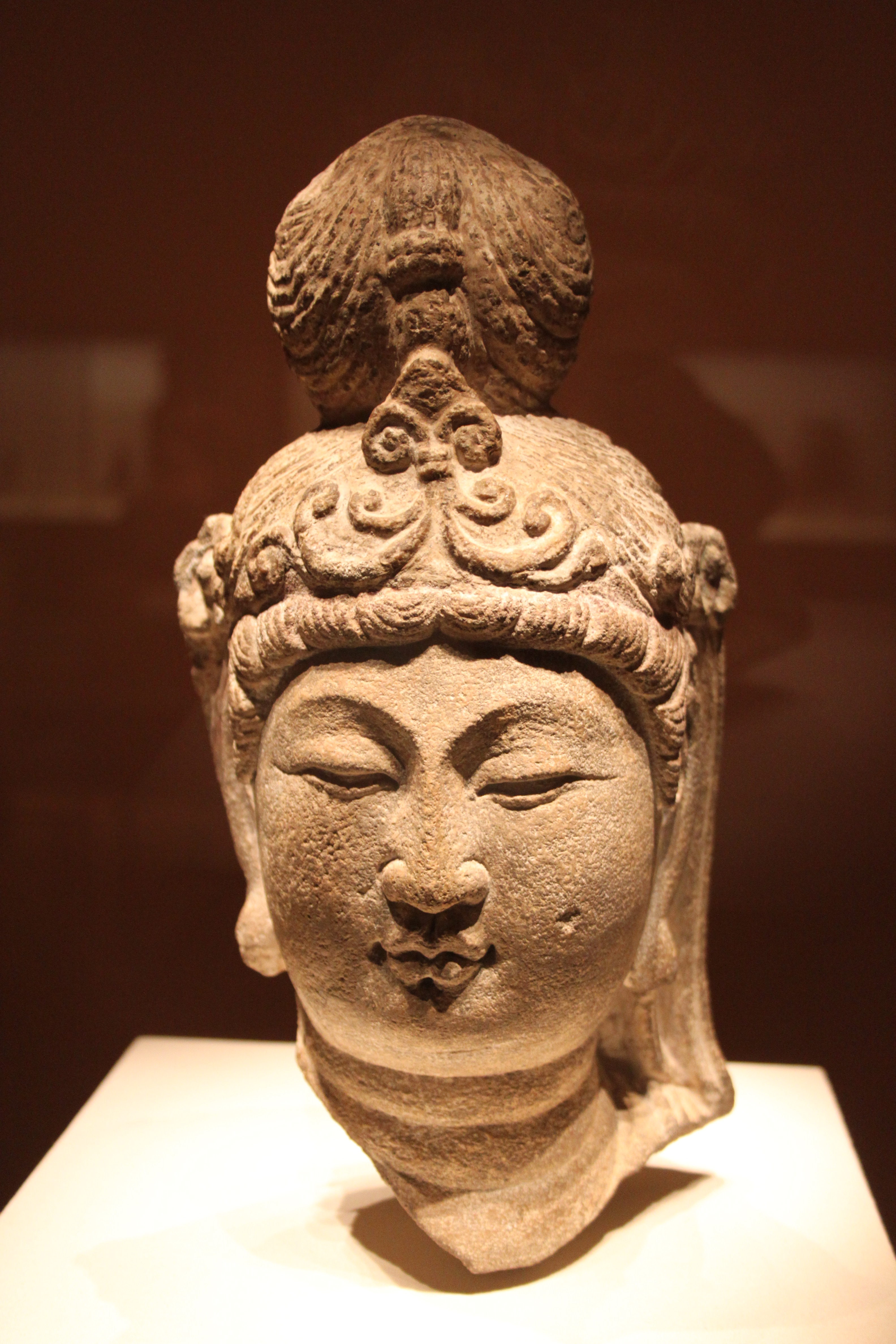
텐룽산 석굴 보살상 머리

현종의 개원·천보 이후, 인간의 이상미가 그 때까지의 균형이 잡힌 프로포션에서 극단적으로 풍만함이라는 표준으로 변화하여 몹시 인간적인 미태(媚態)가 풍기는 조형이나 자태가 환영을 받게 되었다. 이와 같은 미의식은 부인용(婦人俑) 등에 특히 현저했으나 마침내 불상 조각에도 영향을 끼쳐 이상미에 대신하여, 고혹적인 퇴폐미를 보이는 조형이 출현하게 되었다.  이 경향은 인도의 굽타 후기(後期)이나 파라기(期)의 퇴폐미의 매력이 영향을 준 일면도 있다. 대표적인 유물을 산시(山西) 톈룽산 석굴(天龍山石窟)에서 볼 수가 있다. 제4동·제5동, 제14·제17·제18동 등의 굴에 조각된 불상은 각자(覺者＝부다)와 각자(覺者)가 될 수 있는 중생(사트바)의 숭고미나 초인적인 정신성은 없고, 우아하고 요염한 조형을 보이고 있다.

### 불상 조각의 쇠퇴
당나라가 멸망하고 재차 북방 유목민의 침입에 의한 오대에 들면서 불상 조성 사업은 주춤해졌다. 이것은 밀교 교의와 선종의 소개에 의해 주술의례의 집행에 봉사하든지, 자력본원(自力本願)에 의한 자기정진(自己精進)을 구하는 불교로 변화되었고, 당나라 밀기의 퇴폐미를 갖는 불상에 대한 반성도 있었던 것으로 생각된다.

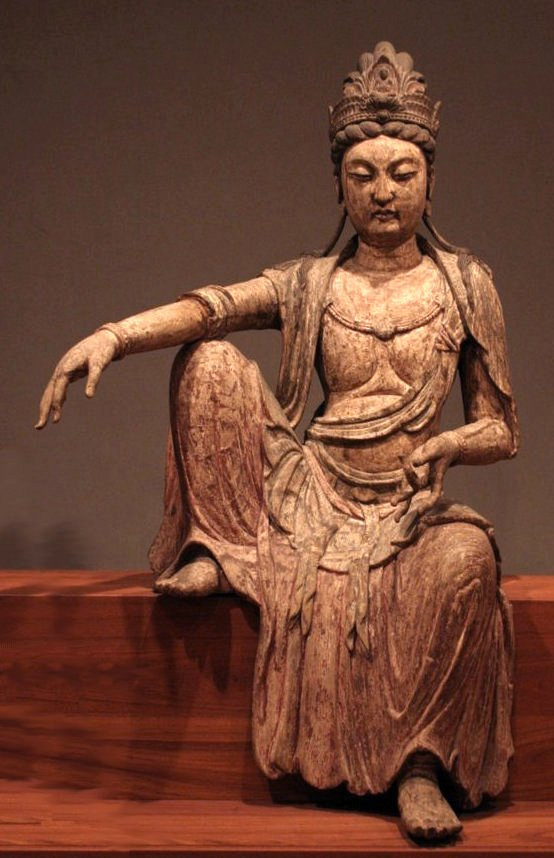
관세음보살상. 북송 시대.

송나라에는 강남(江南)을 기반으로 항저우 부근의 비래봉(飛來峰)·연하동(煙霞洞)·장대산(將台山)·석옥동(石屋洞) 등 석굴과 쓰촨(四川)의 다쭈 마애불(磨崖佛), 간쑤 마이지산 석굴(甘肅麥積山石窟)의 송대소상군(宋代塑像群) 등이 있다. 불상 조각에는 선종(禪宗)의 조사상(祖師像)을 중심으로 한 나한상(羅漢像)에다 개성 묘사를 구하고 농민들의 주술 대상으로서 만들어진 관음상 가운데 친숙하기 쉬운 조형이 추구되어 갔다. 관음상에 현세(現世)의 여성미가 첨가되어 나한에 극단적으로 스토익한 표정이 표현되었고, 또한 내면의 정신성을 구체화하려고 하였으므로 당나라 말기의 조각에 없었던 아름다움을 지니고 있다.
원나라 이후, 티베트로부터 북쪽 변방의 초원 지대에 걸쳐서 풍미하였던 티베트 불교가 신봉되었고, 여러 개의 팔과 눈을 가진 불상이 만들어졌으나 조형적인 측면에서는 주목할 만한 것이 없다. 명나라와 청나라 시대에는 과거에 조사(造寺)와 조불(造佛)을 위해 부(富)를 제공하였던 지배자가 이제는 현세의 궁전 등에 부를 소비하였고 상공농(商工農)에 종사하는 서민들도 현세의 이익의 즉효성을 추구하였으므로 불상 조성 활동은 부진해졌다.

## 같이 보기
- 미술사 연표